# Literaturjahr 2018
Liste der Literaturjahre

◄◄ | ◄ | 2014 | 2015 | 2016 | 2017 | Literaturjahr 2018 | 2019 | 2020 | 2021 | 2022 | ►

Weitere Ereignisse

## Ereignisse
- 01. Januar: Die Sächsische Akademie der Wissenschaften beginnt in Zusammenarbeit mit der Universität Leipzig ein auf 18 Jahre angelegtes Projekt einer Bibliotheca Arabica, um „weitreichende Erkenntnisse zur arabischen literarischen Produktion in ihren sozialen Zusammenhängen zu gewinnen.“[1] Dabei soll auch „eine Internet-Plattform für historische arabische Literatur“ entstehen.[2]
- 01. Januar: Die MG Medien Verlags GmbH übernimmt den Zürcher Nagel & Kimche Verlag, der seit 1999 zur Hanser-Verlagsgruppe gehört hatte.[3]
- 15. Januar: Die „Spezialbibliothek für Münchner Literatur“ Monacensia erwirbt die literarischen Archive der Verlegerfamilie Piper.[4]
- 22.–27. Januar: Poetica4 in Köln; Thema: „Beyond Identities“
- 23. Januar: Der Akademische Senat der Alice Salomon Hochschule Berlin beschließt, ein Gedicht von Eugen Gomringer an der Hochschulfassade wegen der dem Gedicht angelasteten „Diskriminierung von Frauen“ übermalen zu lassen.[5] Kulturstaatsministerin Monika Grütters kritisiert diese Entscheidung als einen „erschreckenden Akt der Kulturbarbarei“,[6] der Berliner Kultursenator Klaus Lederer nennt die Gedicht-Übermalung „überzogen und absurd“,[7] das Berliner Haus für Poesie beendet daraufhin seine Kooperation mit der Hochschule[8] und die nicht der Hochschule angehörenden Mitglieder der Jury zum Alice Salomon Poetik Preis erklären ihren Rücktritt.[9]
- 01. Februar: Der weltweite Absatz aller Harry-Potter-Bände übersteigt die Zahl von 500 Millionen Exemplaren.[10]
- 06. Februar: Die Teilnehmer einer Arbeitstagung[11] der Kunststiftung NRW verabschieden eine „Düsseldorfer Erklärung unabhängiger Verlage“.[12]
- 16. Februar: Eröffnung der „Ralph-Giordano-Bibliothek“ in der Hamburger KZ-Gedenkstätte Neuengamme[13]
- 24. Februar: Im Alter von 88 Jahren stirbt der langjährige dtv-Wissenschaftslektor Walter Kumpmann.[14]
- 26. Februar: Von deutschen Literaturübersetzern und Vermittlern polnischer Literatur sowie ihren Verbänden wird in einem offenen Brief die Kulturpolitik der PiS-Regierung in Polen verurteilt.[15][16]
- 28. Februar: Nach zehnjähriger Arbeit eines „Forscherteams“ kann eine überarbeitete Fassung der Ulysses-Übersetzung von Hans Wollschläger nicht erscheinen, weil der Suhrkamp Verlag es versäumt hatte, bei den Erben die Rechte für die Überarbeitung einzuholen;[17][18] der Rechteinhaberin Gabriele Gordon seien die vorgesehenen rund 5000 Änderungen und Korrekturen „zu viel“ gewesen[19] und sie habe „bezweifelt, dass die Überarbeitung, die zehn Jahre dauerte und etwa 5000 Änderungen und Korrekturen umfasst, im Sinne Wollschlägers gewesen“ sei.[20]
- 01./2. März: 1. Bibliothekspolitischer Bundeskongress in der Staatsbibliothek zu Berlin[21]
- 06.–17. März: 18. lit.Cologne
- 08. März: Streitgespräch zwischen Durs Grünbein und Uwe Tellkamp im Dresdner Kulturpalast[22][23][24]
- 12. März: In Reaktion auf die auch in der Türkei juristisch umstrittene Verurteilung des türkischen Schriftstellers und Verlegers Ahmet Altan zu lebenslanger Haft erscheint unter dem genaueren Titel Wie ein Schwertstreich bei S. Fischer eine Neuauflage seines historischen Romans Der Duft des Paradieses.[25]
- 15. März: Es erscheint erstmals eine neue monatliche Bestsellerliste für Belletristik aus unabhängigen Verlagen, die vom Börsenblatt auf Basis von Media Control ermittelter Daten erstellt und veröffentlicht wird.[26]
- 15. März: Die Autoren bzw. Publizisten Henryk M. Broder, Matthias Matussek, Thilo Sarrazin und Uwe Tellkamp gehören zu den Erstunterzeichnern einer „Erklärung 2018“, in der beklagt wird, „wie Deutschland durch die illegale Masseneinwanderung beschädigt wird“.[27][28][29] Vom Verband deutscher Schriftstellerinnen und Schriftsteller wird die aus lediglich zwei Sätzen bestehende „Erklärung 2018“ u. a. als „einer intellektuellen Auseinandersetzung nicht angemessen“ kritisiert.[30] Nach der Unterzeichnung der „Erklärung 2018“ durch den Verleger des LIT Verlags kommt es zu Protesten bzw. Distanzierungen durch Autoren und Lektoren des Verlages, in deren Nachgang der Verleger seine Unterschrift unter die „Erklärung 2018“ zurückzieht.[31][32]
- 15.–18. März: Leipziger Buchmesse (Schwerpunktland: Rumänien[33])
- 21. März: Welttag der Poesie
- 26.–29. März: 55. Bologna Children’s Book Fair[34]
- 27. März: Der erste Titel des neu gegründeten US-amerikanischen Jugendbuchverlags Rick Riordan Presents erscheint.
- 02. April: Internationaler Kinderbuchtag
- 06. April: Nach dem konfliktbedingten Rückzug von drei Mitgliedern (Peter Englund, Kjell Espmark und Klas Östergren) umfasst die Schwedische Akademie, von der u. a. der Nobelpreis für Literatur und der Nordische Preis vergeben werden, statt regulär 18 derzeit nur noch 13 Mitglieder.[35][36] Am 12. April 2018 erklären auch Katarina Frostenson, nach deren gescheitertem Ausschluss aus der Akademie der aktuelle Konflikt sich zugespitzt hatte, sowie die Ständige Sekretärin (Akademie-Vorsitzende) Sara Danius ihren Rückzug.[37] Am 18. April 2018 wird bekannt, dass der schwedische König die eingetretene Handlungsunfähigkeit der Schwedischen Akademie über eine Änderung der jahrhundertealten Statuten der Akademie auflösen will,[38] und am 20. April 2018 werden von der Akademie auf Basis einer dazu in Auftrag gegebenen Untersuchung diverse Missstände in ihrem Haus wie Fälle sexueller Belästigung, fragwürdige Zahlungen und Verstöße gegen die Geheimhaltungsregel bei der Literaturnobelpreisvergabe eingeräumt.[39] Am 4. Mai 2018 wird von der Akademie bekannt gegeben, dass der Nobelpreis für 2018 erst im Herbst 2019 zusammen mit dem Preis für 2019 verliehen wird; diese Ankündigung wird jedoch Ende Mai 2018 vom Direktor der Nobelstiftung dahingehend relativiert, „dass 2019 nicht als feststehender Termin zu verstehen sei“.[40]
  - November: Am 19. November wird bekannt, dass über die Gewinner der Literaturnobelpreise der Jahre 2019 und 2020 von einem Komitee entschieden werden soll, dem jeweils fünf Mitglieder der Akademie und fünf externe, sachkundige Berater angehören.[41]
- 09. April: Der Börsenverein des Deutschen Buchhandels und das PEN-Zentrum Deutschland fordern von der Bundesregierung Aufklärung über eine Razzia gegen den Mezopotamien Verlag sowie ein Schwesterunternehmen in Neuss am 8. März 2018.[42][43][44]
- 13. April: Chris Dercon beendet mit sofortiger Wirkung seine Tätigkeit als Intendant der Volksbühne Berlin,[45] wobei sein Vertrag zum 31. Dezember 2018 beendet werde und er bis dahin die vereinbarte Vergütung erhalte.[46]
- 15. April: In einem Bürgerentscheid wird die Erweiterung des Gutenberg-Museums in Mainz um den sog. „Bibelturm“ mit großer Mehrheit abgelehnt.[47]
- 23. April: Welttag des Buches und des Urheberrechts; Welthauptstadt des Buches 2018 ist Athen.[48][49]
- Mai: Die führende britische Buchhandelskette Waterstones wird mehrheitlich von einer britischen Tochter der US-amerikanischen Elliott Management Corporation übernommen.[50][51]
- 03. Mai: In Wentorf bei Hamburg wird von Nikolaus Gelpke, dem mareverlag und der Roger Willemsen Stiftung in der früheren Villa von Roger Willemsen das Künstlerhaus „Villa Willemsen“ eröffnet.[52][53]
- 04. Mai: Der 1872 gegründete Tübinger Ernst Wasmuth Verlag hat aufgrund drohender Überschuldung Insolvenz angemeldet.[54]
- 24.–31. Mai: 19. poesiefestival berlin; Thema: „Werte Vers Kunst“
- 31. Mai: In Lagerräumen des niederländischen Parlamentsarchivs in Den Haag werden zahlreiche alte Bücher entdeckt, darunter eine Erstausgabe von Der Wohlstand der Nationen von Adam Smith aus dem Jahr 1776 sowie 200 in keiner anderen Bibliothek zu findende Bücher.[55]
- 01. Juni: Aufgrund des von Ernst Moritz Arndt vertretenen nationalistischen Gedankenguts trennt sich die Universität Greifswald mit ministerieller Genehmigung von Ernst Moritz Arndt als ihrem bisherigen Namenspatron.[56][57]
- 05. Juni: Mit einem neu gestifteten wbg-Buchpreis für Geisteswissenschaften will die Wissenschaftliche Buchgesellschaft (wbg) ab Frühjahr 2019 „den Geisteswissenschaften in der Gesellschaft mehr Gehör verschaffen“, um „"Fake News" und "alternativen Fakten" wissenschaftliche Erkenntnisse entgegenzusetzen“. Der wbg-Buchpreis wird im Zweijahresrhythmus für deutschsprachige Originalveröffentlichungen vergeben und mit einer Dotierung von 40.000 Euro der höchstdotierte Sachbuchpreis im deutschsprachigen Raum sein.[58][59]
- 16. Juni: Bloomsday
- 19. Juni: Eröffnung des Thomas-Mann-Hauses in Los Angeles
- 19. Juni: Der Senat von Berlin beschließt nach jahrelanger Standortsuche, den geplanten Neubau der Zentral- und Landesbibliothek Berlin auf dem Gelände der Amerika-Gedenkbibliothek in Berlin-Kreuzberg errichten zu lassen. Die Kosten werden mit 360 Millionen Euro veranschlagt, bei einem Baubeginn „frühestens im Jahr 2025“.[60]
- 03. Juli: Vom Literaturhaus Köln werden knapp drei Wochen nach dessen Tod erstmals die Dieter-Wellershoff-Stipendien ausgelobt, die mit finanzieller Unterstützung der Stadt Köln ab 2018 jährlich als jeweils achtmonatige Arbeitsstipendien à 12.000 Euro zwei „professionellen Kölner Autoren“ zugutekommen sollen.[61]
- 04. Juli: Der Schriftsteller Feridun Zaimoglu hält zur Eröffnung der 42. Tage der deutschsprachigen Literatur in Klagenfurt die 19. Klagenfurter Rede zur Literatur unter dem Titel „Der Wert der Worte“.[62]
- 10. Juli: Der chinesischen bildenden Künstlerin und Dichterin Liu Xia wird nach achtjährigem Hausarrest die Ausreise aus China gestattet.
- 10. Juli: Eine von E. H. Shepard gezeichnete Landkarte des Hundert-Morgen-Waldes in Pu der Bär wird für rund eine halbe Million Euro versteigert.[63]
- 14. Juli: In Paris schließt die vorletzte deutsche Buchhandlung.[64]
- 20. Juli: Eine Bezirksgruppe des Fraternal Order of Police, des größten Berufsverbands US-amerikanischer Polizisten, fordert, mit dem mehrfach ausgezeichneten The Hate U Give und Nichts ist okay! zwei polizeikritische Bücher aus der Leseempfehlungsliste einer High School in South Carolina zu entfernen.[65]
- 24. Juli: Der Frankfurter Verlag Schöffling & Co. stellt aus Protest gegen die von Facebook tolerierte Holocaustleugnung „sämtliche Aktivitäten auf Facebook und allen dazugehörenden Netzwerken“ ein.[66][67]
- 24. Juli: Als „Gegengewicht zur zunehmend digitalen Welt“ erhöht die Stadt Peking zur Förderung der Buchhandelskultur die Subventionen und investiert jährlich 5,7 Mio. £ in den Erhalt und Ausbau ihrer Buchhandlungen.[68]
- 04. August: In London wird der sozialistische Bookmarks Bookshop von 12 rechtsextremen („far-right“) Personen überfallen, darunter drei Ukip-Mitgliedern.[69]
- 11. August: Der Leiter des Edinburgh International Book Festivals berichtet von außerordentlichen Schwierigkeiten und Schikanen bei der Visaerteilung für 12 Autoren aus dem Nahen Osten sowie aus afrikanischen Ländern und aus Weißrussland.[70]
- 24. August: Eröffnung eines Center for Literature auf Burg Hülshoff,[71] verbunden mit den „Droste-Tagen 2018“[72]
- 25. August: In Dresden eröffnet unter dem Namen Shakespeares Enkel die erste Buchhandlung in Deutschland, die ausschließlich Bücher aus unabhängigen Verlagen anbietet.[73]
- 30. August: Von Thilo Sarrazin erscheint im FinanzBuch Verlag[74] ein neues Buch mit dem Titel Feindliche Übernahme. Wie der Islam den Fortschritt behindert und die Gesellschaft bedroht, um das es bereits im Vorfeld zu Querelen kommt.[75] In einer Klage gegen die Verlagsgruppe Random House fordert Sarrazin u. a. „800.000 € als entgangenen Gewinn, weil Random House durch „seine Marktmacht“ weit mehr Bücher hätte verkaufen können als sein neuer Verlag (FinanzBuch Verlag)“.[76][77][78]
- 31. August: Die US-amerikanische Wochenzeitung The Village Voice stellt ihr Erscheinen ein.[79]
- August/September: Die überraschende Ablösung von Barbara Laugwitz als verlegerische Geschäftsführerin bei Rowohlt löst Kritik bei mehreren Autoren des Verlags aus; zum 1. Januar 2019 wird Florian Illies neuer verlegerischer Geschäftsführer des Rowohlt Verlags.[80][81] Um ihre „in Mitleidenschaft gezogene Glaubwürdigkeit gegenüber den Autorinnen und Autoren des Verlags wiederherzustellen“, erwirkt Laugwitz am 27. September 2018 eine einstweilige Verfügung gegen Joerg Pfuhl, den CEO der Holtzbrinck Buchverlage, gegen die Pfuhl seinerseits Widerspruch einlegt.[82][83]
  - Am 24. Oktober 2018 wird einerseits mitgeteilt, dass der Disput einvernehmlich beigelegt worden sei,[84] und andererseits wird bekannt gegeben, dass Barbara Laugwitz ab 1. März 2019 als Verlagsdirektorin in die Ullstein Buchverlage zurückkehren wird.[85]
- September: Der Stroemfeld Verlag meldet für seinen deutschen Verlagsteil Insolvenz an.[86]
  - Oktober: Die bei Stroemfeld begründete Franz-Kafka-Edition wird im Wallstein Verlag fortgesetzt.[87]
  - Dezember: Auch die Kritische Robert Walser-Ausgabe wird fortgeführt, betreut u. a. vom Schwabe Verlag.[88]
- 05.–15. September: 18. Internationales Literaturfestival Berlin[89]
- Mitte September: Der Fischer Weltalmanach erscheint mit seiner 60. Ausgabe letztmals; die Herausgabe wird danach „angesichts der Dominanz der Internet-Recherche“ nicht mehr fortgesetzt.[90]
- 30. September: Internationaler Übersetzertag
- 30. September: Deutschlandpremiere des Films Der Trafikant nach dem gleichnamigen Roman von Robert Seethaler aus dem Jahr 2012
- Herbst: Der 2015 gegründete deutschsprachige Penguin Verlag bringt sein erstes Hardcover-Programm heraus.
- 02. Oktober: Mit einem Bundesverdienstkreuz werden u. a. die Übersetzerinnen Larissa Bender und Anne Birkenhauer Molad sowie Christian Brückner, Rainald Goetz, Ali Mitgutsch, Michael Naumann und Barbara Vinken ausgezeichnet.[91]
- 10.–14. Oktober: Frankfurter Buchmesse (Gastland: Georgien); parallel zur Buchmesse findet unter dem Namen „Bookfest“ ein internationales Literatur-Festival statt.[92]
- 12. Oktober: Von der schwedischen Nya Akademien wird einmalig ein alternativer Literatur-Nobelpreis vergeben,[93][94] dessen Empfänger oder Empfängerin von einer fünfköpfigen Fachjury nach einer weltweiten Online-Abstimmung ermittelt wird. Der Preis ist mit 100.000 Euro dotiert[95] und wird Maryse Condé zuerkannt.[96]
- 12. Oktober: Der Herder-Verlag stellt den ersten Band eines auf insgesamt 17 Bände angelegten und von dem Islamwissenschaftler Mouhanad Khorchide herausgegebenen historisch-kritischen Koran-Kommentars vor.[97]
- 24. Oktober: In Leipzig wird das Reclam-Museum eröffnet.
- 25./26. Oktober: Eine Versteigerung von Werken aus dem Privatbesitz des Berliner Kunsthändlers Bernd Schultz erbringt mehr als sechs Millionen Euro zugunsten der Stiftung Exilmuseum Berlin, die unter der Schirmherrschaft der Literatur-Nobelpreisträgerin Herta Müller in Berlin ein Museum für die 500.000 Menschen errichten will, die Deutschland während der Zeit des Nationalsozialismus verlassen mussten.[98]
- 31. Oktober: Ein Gericht im südostchinesischen Kreis Wuhu verurteilt eine Autorin namens Liu (Pseudonym „Tianyi“) wegen der Beschreibung schwuler Sexszenen in einem selbstverlegten Buch zu 10 ½ Jahren Gefängnis.[99][100]
- November: Die Schweizer Literaturzeitschrift entwürfe wird nach der 86. Ausgabe eingestellt.[101]
- 01. November: Nach wochenlangen Angriffen von regierungsnaher Seite wird das Dienstverhältnis von Gergely Prőhle, dem Generaldirektor des Petőfi-Literaturmuseums in Budapest, „im gegenseitigen Einvernehmen“ beendet.[102]
- 06.–10. November: 22. deutschsprachige Poetry-Slam-Meisterschaft in Zürich; „Bester Slam-Poet 2018“ wird Jean-Philippe Kindler.
- 14. November bis 2. Dezember: 9. Literaturfest München mit dem forum:autoren (15.–22. November), kuratiert von Jan Wagner[103]
- 29. November bzw. 6. Dezember: Erstmals wird eine Auswahl von 18 aktuellen preisgebundenen Taschenbuch-Bestsellern à 9,99 Euro aus verschiedenen Verlagshäusern im deutschen Discounthandel angeboten.[104]
- 11. Dezember: 18 bisher unbekannte Kurzgeschichten von Nagib Mahfuz werden veröffentlicht.[105]
- 20. Dezember: Der im Zuge der dortigen Veränderungen am 18. Oktober 2018 zum Mitglied bestimmte Mats Malm nimmt seinen Platz in der Schwedischen Akademie ein; weitere neue Mitglieder sind Jila Mossaed und Eric M. Runesson.[106]
- 23. Dezember: Der Schriftsteller Robert Menasse erklärt zur wiederholten Verwendung von ihm erfundener vorgeblicher Zitate des Politikers Walter Hallstein: „Was kümmert mich das ‚Wörtliche‘, wenn es mir um den Sinn geht.“ Demgegenüber bezweifelt u. a. der Historiker Heinrich August Winkler, dass Hallstein von Menasse sinngemäß zu Recht in Anspruch genommen werde.[107][108][109] In einer Stellungnahme zu den in diesem Zusammenhang gegen ihn erhobenen Vorwürfen hat Menasse Anfang Januar 2019 Fehler eingeräumt und sich dafür entschuldigt, bezeichnet die Kritik an seinem Umgang mit Zitaten aber auch als „künstliche Aufregung“,[110][111] worauf der evangelische Kulturbeauftragte und Autor Johann Hinrich Claussen ihm u. a. vorhält: „In der Ideenpolitik müsste er sich dem Anspruch von Wahrhaftigkeit unterstellen und dem wird er nicht gerecht“,[112] sich für diese Kritik „bei dem Schriftsteller und dessen Familie“ jedoch Mitte Januar 2019 entschuldigt, da er „zu schnell und zu scharf reagiert“ habe.[113]
- 31. Dezember: Der Ch. Links Verlag wird ein Teil der Aufbau-Verlagsgruppe.[114]
- 31. Dezember: Der Grafit Verlag wird vom Emons Verlag übernommen.[115]
- 2018: Der in Wien und Prag beheimatete Literaturverlag Kētos wird gegründet.
- 2018: Der in Göttingen beheimatete LIWI Verlag wird gegründet.
- 2018: Der in Leonberg beheimatete Molino Verlag wird gegründet.
- 2018: Die ersten vierzig Titel des neu gegründeten Kampa Verlags erscheinen in Zürich.[116]
- 2018: Mit der 94. Lieferung wird nach mehr als 100 Jahren die Ausgabe des Altfranzösischen Wörterbuchs abgeschlossen.

## Jahrestage (Auswahl)

### Personen
- 02. Januar: 100. Geburtstag von Adam Bahdaj
- 05. Januar: 100. Geburtstag von Heinz Abosch
- 10. Januar: 150. Geburtstag von Ozaki Kōyō
- 11. Januar: 200. Todestag von Johann David Wyss
- 13. Januar: 150. Geburtstag von Julian Borchardt
- 19. Januar: 150. Geburtstag von Gustav Meyrink
- 26. Januar: 100. Geburtstag von Philip José Farmer
- 28. Januar: 150. Todestag von Adalbert Stifter
- 28. Januar: 100. Todestag von John McCrae
- 01. Februar: 100. Geburtstag von Muriel Spark
- 02. Februar: 100. Geburtstag von Thorkild Bjørnvig
- 02. Februar: 100. Geburtstag von Hella Haasse
- 03. Februar: 550. Todestag von Johannes Gutenberg
- 04. Februar: 50. Todestag von Neal Cassady
- 06. Februar: 100. Geburtstag von Lothar-Günther Buchheim
- 18. Februar: 150. Geburtstag von Sophie Haemmerli-Marti
- 22. Februar: 150. Todestag von Emmanuele Antonio Cicogna
- 22. Februar: 100. Geburtstag von Hildegard Maria Rauchfuß
- 23. Februar: 150. Geburtstag von W. E. B. Du Bois
- 26. Februar: 200. Geburtstag von Katharina Prato
- 26. Februar: 100. Geburtstag von Theodore Sturgeon
- 03. März: 150. Geburtstag von Émile Chartier
- 09. März: 200. Geburtstag von Rahmatallāh al-Kairānawī
- 09. März: 100. Geburtstag von Mickey Spillane
- 09. März: 100. Todestag von Frank Wedekind
- 11. März: 100. Geburtstag von Thomas Gordon
- 15. März: 100. Geburtstag von Richard Ellmann
- 18. März: 250. Todestag von Laurence Sterne
- 19. März: 50. Todestag von Alfred Baeumler
- 20. März: 100. Geburtstag von Bernd Alois Zimmermann
- 28. März: 150. Geburtstag von Maxim Gorki
- 31. März: 500. Todestag von Heinrich Bebel
- 03. April: 100. Geburtstag von Oles Hontschar
- 04. April: 100. Todestag von Hermann Cohen
- 04. April: 50. Todestag von Martin Luther King
- 16. April: 50. Todestag von Edna Ferber
- 18. April: 100. Geburtstag von André Bazin
- 18. April: 100. Geburtstag von Shinobu Hashimoto
- 19. April: 100. Todestag von William Hope Hodgson
- 23. April: 100. Geburtstag von Maurice Druon
- 23. April: 100. Geburtstag von James Kirkup
- 24. April: 100. Geburtstag von Elisabeth Mann Borgese
- 26. April: 150. Geburtstag von Max Geißler
- 28. April: 100. Geburtstag von Anja Lundholm
- 29. April: 100. Todestag von Barbu Ștefănescu Delavrancea
- 01. Mai: 50. Todestag von Harold Nicolson
- 05. Mai: 200. Geburtstag von Karl Marx
- 06. Mai: 150. Geburtstag von Gaston Leroux
- 06. Mai: 50. Todestag von Will Grohmann
- 07. Mai: 150. Geburtstag von Stanisław Przybyszewski
- 07. Mai: 200. Geburtstag von Adolf Widmann
- 11. Mai: 100. Geburtstag von Richard Feynman
- 14. Mai: 200. Todestag von Matthew Gregory Lewis
- 14. Mai: 150. Geburtstag von Magnus Hirschfeld
- 23. Mai: 150. Geburtstag von Harry Graf Kessler
- 25. Mai: 200. Geburtstag von Jacob Burckhardt
- 01. Juni: 100. Geburtstag von Herbert A. Strauss
- 01. Juni: 50. Todestag von Helen Keller
- 06. Juni: 100. Geburtstag von Martin Esslin
- 06. Juni: 100. Geburtstag von Mariana Sansón Argüello
- 08. Juni: 250. Todestag von Johann Joachim Winckelmann
- 10. Juni: 100. Geburtstag von Édouard Axelrad
- 10. Juni: 100. Todestag von Arrigo Boito
- 14. Juni: 50. Todestag von Salvatore Quasimodo
- 21. Juni: 100. Todestag von Hermann Essig
- 23. Juni: 350. Geburtstag von Giambattista Vico
- 26. Juni: 100. Todestag von Peter Rosegger
- 30. Juni: 150. Geburtstag von Alois Musil

- 01. Juli: 50. Todestag von Fritz Bauer
- 01. Juli: 100. Geburtstag von Bernard H. Breslauer
- 10. Juli: 100. Geburtstag von James Aldridge
- 12. Juli: 150. Geburtstag von Stefan George
- 14. Juli: 150. Geburtstag von Gertrude Bell
- 14. Juli: 100. Geburtstag von Ingmar Bergman
- 17. Juli: 150. Geburtstag von Henri Nathansen
- 18. Juli: 100. Geburtstag von Nelson Mandela
- 22. Juli: 50. Todestag von Giovanni Guareschi
- 26. Juli: 100. Todestag von Franziska zu Reventlow
- 30. Juli: 200. Geburtstag von Emily Brontë
- 02. August: 150. Geburtstag von Theodor Wolff
- 06. August: 150. Geburtstag von Paul Claudel
- 07. August: 100. Geburtstag von Aleksander Kulisiewicz
- 08. August: 500. Geburtstag von Conrad Lycosthenes
- 15. August: 100. Todestag von Peter Gast
- 19. August: 500. Geburtstag von Kaspar Brusch
- 20. August: 100. Geburtstag von Jacqueline Susann
- 29. August: 100. Todestag von Max Dauthendey
- 04. September: 250. Geburtstag von François-René de Chateaubriand
- 05. September: 450. Geburtstag von Tommaso Campanella
- 09. September: 150. Geburtstag von Mary Hunter Austin
- 09. September: 100. Geburtstag von Boris Sachoder
- 11. September: 100. Geburtstag von Peter Palitzsch
- 26. September: 100. Todestag von Georg Simmel
- 28. September: 100. Todestag von Eduard von Keyserling
- 01. Oktober: 50. Todestag von Romano Guardini
- 09. Oktober: 50. Todestag von Jean Paulhan
- 13. Oktober: 50. Todestag von Manuel Bandeira
- 16. Oktober: 100. Geburtstag von Louis Althusser
- 18. Oktober: 200. Geburtstag von Elizabeth Fries Ellet
- 22. Oktober: 200. Todestag von Joachim Heinrich Campe
- 22. Oktober: 100. Geburtstag von René de Obaldia
- 24. Oktober: 150. Geburtstag von Alexandra David-Néel
- 29. Oktober: 400. Todestag von Walter Raleigh
- 01. November: 500. Geburtstag von Francisco de Enzinas
- 02. November: 100. Geburtstag von Roger Lancelyn Green
- 04. November: 100. Todestag von Wilfred Owen
- 08. November: 100. Geburtstag von Horst Mönnich
- 09. November: 200. Geburtstag von Iwan Turgenew
- 09. November: 100. Todestag von Guillaume Apollinaire
- 14. November: 100. Todestag von Seumas O’Kelly
- 17. November: 50. Todestag von Mervyn Peake
- 19. November: 100. Geburtstag von Debiprasad Chattopadhyaya
- 20. November: 50. Todestag von Julius Springer
- 21. November: 250. Geburtstag von Friedrich Schleiermacher
- 23. November: 100. Todestag von Harald Kidde
- 25. November: 50. Todestag von Upton Sinclair
- 26. November: 50. Todestag von Arnold Zweig
- 28. November: 300. Geburtstag von Hedvig Charlotta Nordenflycht
- 28. November: 100. Geburtstag von Doris Shadbolt
- 28. November: 50. Todestag von Enid Blyton
- 29. November: 100. Geburtstag von Madeleine L’Engle
- 02. Dezember: 100. Todestag von Edmond Rostand
- 05. Dezember: 50. Todestag von Anna Kavan
- 09. Dezember: 300. Todestag von Vincenzo Maria Coronelli
- 10. Dezember: 50. Todestag von Karl Barth
- 10. Dezember: 50. Todestag von Thomas Merton
- 10. Dezember: 50. Todestag von Tian Han
- 11. Dezember: 100. Todestag von Ivan Cankar
- 11. Dezember: 100. Geburtstag von Alexander Solschenizyn
- 12. Dezember: 100. Todestag von Hermione von Preuschen
- 19. Dezember: 150. Geburtstag von Eleanor Hodgman Porter
- 20. Dezember: 50. Todestag von Max Brod
- 20. Dezember: 50. Todestag von John Steinbeck
- 26. Dezember: 400. Todestag von Albin Moller
- 28. Dezember: 100. Todestag von Olavo Bilac
- 28. Dezember: 100. Geburtstag von Valentin Senger

### Werke
1568

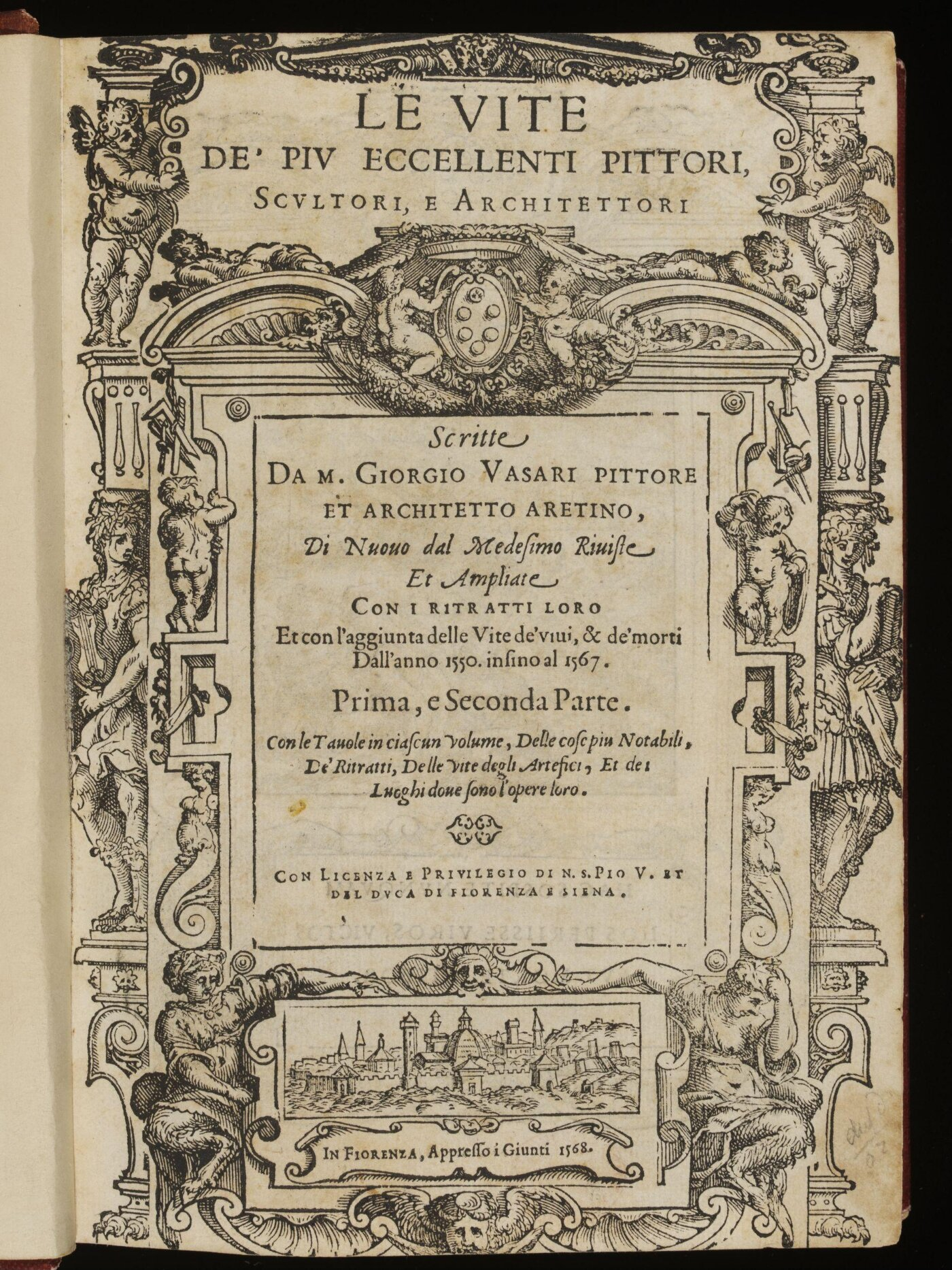
Titel von Le Vite (1568) von Giorgio Vasari

- Von Giorgio Vasari erscheint die erweiterte Ausgabe von Le vite de' più eccellenti pittori, scultori e architettori.

1668
- 13. Januar: Uraufführung der Komödie Amphitryon von Molière
- 18. Juli: Uraufführung der Comédie-ballet George Dandin von Molière
- 09. September: Uraufführung der Komödie Der Geizige von Molière
- November: Uraufführung der Komödie Les Plaideurs von Racine
- 31. Dezember: Von Hans Jakob Christoffel von Grimmelshausen erscheint Der abenteuerliche Simplicissimus.
- Von J. A. Comenius erscheint das Unum necessarium.
- Thomas Hobbes verfasst Behemoth, or The Long Parliament (1681 postum erschienen).

1718
- 18. November: Uraufführung der Tragödie Oedipe von Voltaire

1768
- Yoricks empfindsame Reise durch Frankreich und Italien von Laurence Sterne erscheint.
- Von Christoph Martin Wieland erscheint die philosophische Verserzählung Musarion.
- Goethe verfasst das Schäferspiel Die Laune des Verliebten.
- Voltaire verfasst die Tragödie Les Guèbres ou la tolérance.

1818
- 01. Januar: Der Roman Frankenstein von Mary Shelley wird anonym veröffentlicht.
- 24. Dezember: Erste Aufführung des Liedes Stille Nacht, heilige Nacht
- Von Jane Austen erscheint postum der Roman Persuasion.
- Joseph von Eichendorff verfasst das Gedicht Die zwei Gesellen und die Märchennovelle Das Marmorbild.

1868
- 09. März: Uraufführung der Oper Hamlet von Ambroise Thomas
- 16. Mai: Uraufführung der Oper Dalibor von Bedřich Smetana
- 21. Juni: Uraufführung der Oper Die Meistersinger von Nürnberg von Richard Wagner
- Der Idiot von Fjodor Dostojewski beginnt ab 12. Januar in der Zeitschrift Russki Westnik zu erscheinen.
- Die Geschichte des Leutnants Jergunow von Iwan Turgenew erscheint ebenfalls im Januar in der Zeitschrift „Russki Westnik“.
- Die Kinder des Kapitän Grant von Jules Verne erscheinen.
- Der erste Gesang des Maldoror von Lautréamont erscheint.
- Der Monddiamant von Wilkie Collins erscheint.
- Der erste Teil von Little Women von Louisa May Alcott erscheint.
- Die Goldelse von E. Marlitt erscheint als Buchausgabe.
- Die kalifornische Literaturzeitschrift Overland Monthly erscheint im Juli erstmals, ediert von Bret Harte.

1918
- 08. Mai: Uraufführung des Urfaust von Goethe
- 24. Mai: Uraufführung der Oper Herzog Blaubarts Burg von Béla Bartók; Libretto: Béla Balázs
- 25. Mai: Verbannte, das einzige erhaltene Theaterstück von James Joyce, erscheint in London im Druck (UA 1919 in München).
- 07. November: Uraufführung der Erstfassung von Mysterium buffo von Wladimir Majakowski
- 30. November: Der Untertan von Heinrich Mann erscheint als Buchausgabe.
- 09. Dezember: Uraufführung der Urfassung von Nachtbeleuchtung von Curt Goetz
- Von Henri Barbusse erscheint der Erste-Weltkriegs-Roman Das Feuer auf Deutsch.
- Von Thomas Mann erscheinen die Betrachtungen eines Unpolitischen.
- Von Leo Perutz erscheint der phantastische Roman Zwischen neun und neun.
- Von Hans Dominik erscheint die Zukunftsgeschichte Eine Expedition in den Weltraum.
- Von Ludwig Ganghofer erscheint der historische Roman Das große Jagen.
- Von Gerhart Hauptmann erscheint die Novelle Der Ketzer von Soana.
- Von Arthur Schnitzler erscheint die Novelle Casanovas Heimfahrt.
- Von Ludwig Thoma erscheint die Erzählung Altaich.
- Von Willa Cather erscheint der Roman My Ántonia.
- Von Knut Hamsun erscheint der Roman Segen der Erde auf Deutsch.
- Von Rebecca West erscheint als ihr erster Roman Die Rückkehr.
- Von Guillaume Apollinaire erscheint die Gedichtsammlung Calligrammes.
- Von Lu Xun erscheint die Kurzgeschichte Tagebuch eines Verrückten.
- Von Karl Barth erscheint im Dezember Der Römerbrief in seiner Erstfassung.
- Von Alfred Döblin erscheint Wadzeks Kampf mit der Dampfturbine.
- Von Thea von Harbou erscheint der Roman Das indische Grabmal.
- Von Oswald Spengler erscheint Bd. 1 („Gestalt und Wirklichkeit“) von Der Untergang des Abendlandes.
- Von Max Weber erscheint die Aufsatzreihe Parlament und Regierung im neugeordneten Deutschland.
- Von Hugo von Hofmannsthal entsteht eine freie Bearbeitung von Calderóns Dame Kobold (UA 1920).
- Es entsteht die erste Fassung des Dramas Baal von Bertolt Brecht.
- Es entsteht die Erzählung Herr und Hund von Thomas Mann.

1968 erscheinen: 
(OA = Originalausgabe; dEA = deutschsprachige Erstausgabe)
- James Baldwin: Sag mir, wie lange ist der Zug schon fort (OA)
- Elisabeth Beresford: Bd. 1 der Wombles (OA)
- Thomas Bernhard: Ungenach
- Wolf Biermann: Ermutigung (Gedicht und Lied)
- John Brunner: Morgenwelt (OA) und Die Pioniere von Sigma Draconis (OA)
- John le Carré: Eine kleine Stadt in Deutschland (OA und dEA)
- Carlos Castaneda: Die Lehren des Don Juan (OA)
- Paul Celan: Fadensonnen
- Agatha Christie: Lauter reizende alte Damen (OA) und Die vergessliche Mörderin (dEA)
- Arthur C. Clarke: 2001: Odyssee im Weltraum (OA)
- Eldridge Cleaver: Seele auf Eis (OA)
- Julio Cortázar: 62/Modellbaukasten (OA)
- Erich von Däniken: Erinnerungen an die Zukunft
- Philip K. Dick: Träumen Androiden von elektrischen Schafen? (OA)
- Bob Dylan: Mighty Quinn (Lied; in der Interpretation durch die Manfred-Mann-Band am 12. Januar erstveröffentlicht)
- Günter Eich: Maulwürfe
- Ian Fleming: Octopussy und andere riskante Geschäfte (dEA)
- Gertrud von le Fort: Der Dom
- Max Frisch: Biografie: Ein Spiel (entstanden 1967, UA am 1. Februar 1968 in Zürich)
- Jean-Luc Godard: Die fröhliche Wissenschaft (Film nach Rousseau)
- Hans Werner Henze (Musik): Das Floß der Medusa; Libretto: Ernst Schnabel (UA im Radio im Dezember 1968)
- Georgette Heyer: Verführung zur Ehe (OA)
- John Irving: Laßt die Bären los! (OA)
- Erich Kästner: … was nicht in euren Lesebüchern steht
- Alexander Kluge: Die Artisten in der Zirkuskuppel: ratlos (Film und Buch)
- Milan Kundera: Der Scherz (dEA)
- Halldór Laxness: Am Gletscher (OA)
- Ursula K. Le Guin: Der Magier der Erdsee (OA)
- Stanisław Lem: Die Stimme des Herrn (OA) und Pilot Pirx (OA)
- Siegfried Lenz: Deutschstunde
- Paul Maar: Der tätowierte Hund
- Henry Miller: Stille Tage in Clichy (dEA)
- Patrick Modiano: La Place de l’Étoile (OA; erste Veröffentlichung von Modiano)
- Alice Munro: Tanz der seligen Geister (OA)
- Pier Paolo Pasolini: Teorema (Film und Buch)
- Sylvia Plath: Die Glasglocke (dEA)
- Franklin J. Schaffner: Planet der Affen (Verfilmung des Romans von Pierre Boulle)
- Georges Simenon: Maigret zögert (OA) und Maigret und sein Jugendfreund (OA)
- Alexander Solschenizyn: Der erste Kreis der Hölle (auch dEA)
- John Updike: Ehepaare (OA)
- Gore Vidal: Myra Breckinridge (OA)
- Martin Walser: Heimatkunde. Aufsätze und Reden
- James Watson: Die Doppelhelix (Sachbuch; OA)
- Thornton Wilder: Der achte Schöpfungstag (dEA)
- Gabriele Wohmann: Ländliches Fest und andere Erzählungen, u. a. mit den Erzählungen Treibjagd und Verjährt
- Christa Wolf: Nachdenken über Christa T.
- Paul Zindel: Das haben wir nicht gewollt (OA)

### Weitere Jubiläen
- 1768: In London wird die (noch bestehende) Verlagsbuchhandlung John Murray gegründet.
- 1768: In Dublin wird die (noch bestehende) Buchhandlung „Hodges Figgis“ gegründet.[117]
- 6. Dezember 1768: Die erste „Nummer“ der Encyclopædia Britannica erscheint für Subskribenten.
- 4. Mai 1818: In Köln wird der (noch bestehende) J.P. Bachem Verlag gegründet.
- 12. Oktober 1818: Das als Opernhaus genutzte Nationaltheater München wird eröffnet.
- 1868: Die (weiterhin bestehende) Buchreihe Philosophische Bibliothek wird begründet.
- 1918: Die letzten 12 Bände der kurzlebigen Buchreihe Schweizerische Erzähler erscheinen.
- 1918: Die 1915 gegründete künstlerisch-literarische Zeitschrift Die Dachstube erscheint letztmals unter diesem Namen.
- 1918: Die Akademie für die arabische Sprache in Damaskus wird gegründet.
- 31. Dezember 1918: Fünf Verlage schließen sich in Berlin zur Vereinigung wissenschaftlicher Verleger Walter de Gruyter & Co. KG zusammen.
- 29. April 1968: UA des Musicals Hair am Broadway (dEA am 24. Oktober 1968)
- 27. Juni 1968: In der Tschechoslowakei erscheint das „Manifest der 2000 Worte“.
- 02. Juli 1968: In Japan erscheint erstmals das Manga-Magazin Shōnen Jump.

## Gestorben im Jahr 2018

### Sehr bekannte Autoren
- 04. Januar: Aharon Appelfeld
- 22. Januar: Ursula K. Le Guin
- 23. Januar: Nicanor Parra
- 25. Januar: Claribel Alegría
- 28. Januar: Gene Sharp
- 17. Februar: Daniel Quinn
- 05. März: Hayden White
- 08. März: Kate Wilhelm
- 14. März: Stephen Hawking
- 23. März: Philip Kerr
- 12. April: Sergio Pitol
- 17. April: Dieter Lattmann
- 01. Mai: Elmar Altvater
- 03. Mai: Günter Herburger
- 05. Mai: Ludwig Harig
- 14. Mai: Tom Wolfe
- 19. Mai: Bernard Lewis
- 22. Mai: Philip Roth
- 27. Mai: Gardner Dozois
- 01. Juni: Hilmar Hoffmann
- 01. Juni: John Julius Norwich
- 02. Juni: Irenäus Eibl-Eibesfeldt
- 06. Juni: Franz M. Wuketits
- 15. Juni: Dieter Wellershoff
- 19. Juni: Stanley Cavell
- 28. Juni: Harlan Ellison
- 28. Juni: Christine Nöstlinger
- 30. Juni: Fuat Sezgin
- 27. Juli: Wladimir Woinowitsch
- 11. August: V. S. Naipaul
- 12. August: Samir Amin
- 26. August: Neil Simon
- 10. September: Paul Virilio
- 16. September: Horst Bosetzky („-ky“)
- 30. September: Walter Laqueur
- 01. Oktober: Charles Aznavour
- 15. Oktober: Arto Paasilinna
- 30. Oktober: Jin Yong
- 12. November: Stan Lee
- 14. November: Fernando del Paso
- 16. November: William Goldman
- 20. November: James H. Billington
- 26. November: Stephen Hillenburg
- 03. Dezember: Andrei Bitow
- 10. Dezember: Robert Spaemann
- 12. Dezember: Wilhelm Genazino
- 20. Dezember: F. W. Bernstein
- 28. Dezember: Amos Oz
- 30. Dezember: Edgar Hilsenrath

### Weitere Autoren
- 01. Januar: Jahn Otto Johansen
- 01. Januar: Walter Pilar
- 01. Januar: Herman Tammo Wallinga
- 03. Januar: Keorapetse Kgositsile
- 03. Januar: Waleri Tschalidse
- 04. Januar: Martin Baethge
- 04. Januar: Nicola Gordon Bowe
- 04. Januar: Ursula Vaupel
- 05. Januar: Peter Ambros
- 05. Januar: Aydın Boysan
- 05. Januar: Carlos Heitor Cony
- 05. Januar: Hans Werner Kettenbach
- 05. Januar: Carlo Pedretti
- 05. Januar: Marina Ripa di Meana
- 06. Januar: Karl König
- 06. Januar: Elizabeth Meehan
- 06. Januar: Peter Preston
- 07. Januar: Ralf Dreier
- 07. Januar: Jürgen Joachimsthaler
- 07. Januar: Bjørg Vik
- 09. Januar: Yılmaz Onay
- 09. Januar: Mario Perniola
- 09. Januar: Erwin Rotermund
- 10. Januar: Leopold Ahlsen
- 10. Januar: Karl Menges
- 10. Januar: Zvonko Plepelić
- 10. Januar: Elisabeth Walther-Bense
- 12. Januar: Joxan Artze
- 12. Januar: Françoise Dorin
- 12. Januar: Manfred Hennen
- 12. Januar: Andreas Ploeger
- 13. Januar: Elisabeth Amort
- 14. Januar: Bill Moody
- 14. Januar: Jean Salem
- 15. Januar: Joachim Gnilka
- 17. Januar: Norbert Kapferer
- 17. Januar: Steffen Mohr
- 18. Januar: Hans Christoph Binswanger
- 18. Januar: Peter Mayle
- 18. Januar: Adolf Schurr
- 19. Januar: David M. Knight
- 22. Januar: Suzanne Citron
- 23. Januar: Gertraude Portisch
- 24. Januar: Erhard Hexelschneider
- 24. Januar: Jack Ketchum
- 24. Januar: Inge Obermayer
- 24. Januar: Dirk Spelsberg
- 25. Januar: Fritz Funke
- 25. Januar: Eberhard Mannack
- 25. Januar: Karin Saarsen
- 26. Januar: Dieter Balkhausen
- 27. Januar: Robert Parry
- 27. Januar: Mort Walker
- 28. Januar: Klaus Umbach
- 29. Januar: Stewart Sutherland
- 30. Januar: Andreas Gruschke
- 30. Januar: Sultan Jaschurkajew
- 30. Januar: Charles E. Lindblom
- 31. Januar: Haim Gouri
- 31. Januar: Nigel Reeves
- 01. Februar: Nicholas von Hoffman
- 01. Februar: Menno Wigman
- 02. Februar: Günther Patzig
- 04. Februar: Manfred Gregor
- 05. Februar: Arnold Maury
- 06. Februar: Liliana Bodoc
- 06. Februar: Philippe Richer
- 09. Februar: Sam Jaun
- 10. Februar: Michiko Ishimure
- 10. Februar: Myroslaw Popowytsch
- 10. Februar: Wilhelm Riedel
- 12. Februar: Gianfranco Moscati
- 12. Februar: Rolf Umbach
- 12. Februar: Heinz Rudolf Unger
- 13. Februar: Ernest Hecht
- 13. Februar: Henrik von Dänemark
- 13. Februar: Victor Milán
- 13. Februar: Susanne Preusker
- 14. Februar: Dieter Eisfeld
- 14. Februar: Mario Grasso
- 14. Februar: Siegfried Keil
- 15. Februar: Daniel Vernet
- 17. Februar: Jean-Louis Déotte
- 18. Februar: Dieter Schellong
- 18. Februar: Barbara Wersba
- 19. Februar: Flor Romero
- 20. Februar: Harry Balkow-Gölitzer
- 20. Februar: Kaneko Tōta
- 20. Februar: Zigmas Zinkevičius
- 21. Februar: Peter Ebner
- 22. Februar: Erich E. Geissler
- 23. Februar: Werner Keller
- 23. Februar: Anna Teut
- 23. Februar: Wolfhart Westendorf
- 24. Februar: Uwe Helmut Grave
- 24. Februar: Piotr Guzy
- 24. Februar: Folco Quilici
- 25. Februar: Sepp Strubel
- 26. Februar: Rolf Bauerdick
- 26. Februar: Werner Welzig
- 27. Februar: Ekkehart Krippendorff
- 28. Februar: Barry Crimmins
- 28. Februar: Fuad Al-Futaih
- 28. Februar: Pierre Milza
- 28. Februar: Gerhard Scherhorn
- 02. März: Gillo Dorfles
- 02. März: Ota Filip
- 03. März: Jacques Gernet
- 03. März: Ingrid Uebe
- 03. März: Daniel Walther
- 04. März: Trude Ackermann
- 04. März: Stephan Göritz
- 04. März: Manfred Jenke
- 04. März: Heinz Klingenberg
- 05. März: Derek Bickerton
- 05. März: Peter Sebald
- 05. März: Stephan Tanneberger
- 06. März: Lothar Sauer
- 07. März: Dietmar Herz
- 07. März: Kjell Venås
- 08. März: Wilson Harris
- 08. März: Peter Temple
- 10. März: Saba Mahmood
- 10. März: Val Mulkerns
- 10. März: Paolo Nuzzi
- 11. März: Henry Euler
- 11. März: Sarah Haffner
- 11. März: Karl Lehmann
- 11. März: Mary Rosenblum
- 11. März: Mario Vegetti
- 12. März: Arnfrid Astel
- 12. März: Gisela Breitling
- 13. März: T. Berry Brazelton
- 13. März: Philip J. Davis
- 14. März: Alfred W. Crosby
- 14. März: Palle Kjærulff-Schmidt
- 14. März: David Matza
- 14. März: Emily Nasrallah
- 15. März: Anna von Lassberg
- 16. März: F. Starik
- 16. März: Alexander Wolf
- 17. März: Michael Rutschky
- 18. März: Li Ao
- 18. März: Jochen Senf
- 19. März: David Bischoff
- 19. März: Jürg Laederach
- 19. März: Stanley Lieberson
- 19. März: Moishe Postone
- 20. März: Paul Colin
- 20. März: Lindolfo Weingärtner
- 20. März: Ursula Ziebarth
- 21. März: Jost Lemmerich
- 21. März: Bernd Philipp
- 21. März: Karl Schlösser
- 22. März: Winfried Engler
- 23. März: Alberto Ongaro
- 25. März: Franz Oexle
- 25. März: Tadeusz Zubiński
- 26. März: Kay Hoff
- 26. März: Joachim John
- 27. März: Clément Rosset
- 27. März: Hans Stumpfeldt
- 27. März: Louise A. Tilly
- 28. März: Dieter Grau
- 28. März: Stephan Leibfried
- 29. März: Anita Shreve
- 30. März: Anna Chennault
- 01. April: Steven Bochco
- 01. April: Ülkü Tamer
- 02. April: Hermann Ebeling
- 03. April: Arrigo Petacco
- 04. April: Ferry Ahrlé
- 04. April: Alfred Payrleitner
- 05. April: Maurice Bellet
- 05. April: Hans O. Hermann
- 05. April: Cecil Taylor
- 05. April: Irina Tokmakowa
- 06. April: Daniel Chavarría
- 06. April: Jacques Higelin
- 06. April: Reinhard Rürup
- 07. April: Paul Goetsch
- 07. April: Fritz-Eugen Keller
- 08. April: Albrecht Fölsing
- 08. April: Herta Huber
- 09. April: Evelyne Kolnberger
- 10. April: Danarto
- 10. April: F’murr
- 10. April: J. D. McClatchy
- 11. April: Jean-Claude Servan-Schreiber
- 12. April: Winfried Pielow
- 13. April: Áron Kibédi Varga
- 14. April: Jon Michelet
- 15. April: Michael Halliday
- 15. April: Helmut Lölhöffel
- 15. April: Endel Nirk
- 17. April: Ruth Geede
- 18. April: René Coste
- 18. April: Jean Flori
- 18. April: Dietrich Garstka
- 18. April: Willibald Sauerländer
- 19. April: Klaus Michael Meyer-Abich
- 20. April: Gerd Eggers
- 23. April: Alice Provensen
- 23. April: Arthur Solmssen
- 24. April: Maria Csollány
- 24. April: Emma Smith
- 24. April: Garth St. Omer
- 26. April: Johanna Fürstauer
- 26. April: Sverker Oredsson
- 26. April: Elvira Orphée
- 28. April: Eric Koch
- 29. April: Fritz Mierau
- 29. April: Drago Trumbetaš
- 00. April: Harald Steffahn
- 02. Mai: Tony Cucchiara
- 02. Mai: Karl Ignaz Hennetmair
- 02. Mai: Elisabeth Pfluger
- 02. Mai: Jacques Stoquart
- 03. Mai: Wolfgang Tarnowski
- 04. Mai: Renate Dorrestein
- 05. Mai: Klaus Dede
- 05. Mai: Rosemarie Schuder
- 06. Mai: Werner Post
- 06. Mai: Ellen Thiemann
- 07. Mai: Andreas Findig
- 07. Mai: Marcel Magis
- 09. Mai: Bettina Clausen
- 09. Mai: Per Kirkeby
- 10. Mai: Thomas Hengartner
- 10. Mai: Petra Röder
- 10. Mai: Dieter Ruckhaberle
- 11. Mai: Karl Heinz Brokerhoff
- 11. Mai: Josh Greenfeld
- 12. Mai: Earl W. Wallace
- 13. Mai: James F. Short
- 14. Mai: Renate Delfs
- 14. Mai: Wolf Schluchter
- 14. Mai: William Vance
- 16. Mai: Salih Mirzabeyoğlu
- 17. Mai: Rainer Dimmler
- 17. Mai: Richard Pipes
- 17. Mai: Erich Sedlak
- 18. Mai: John Ashdown-Hill
- 18. Mai: Jacques Guyonnet
- 18. Mai: Eric McLuhan
- 18. Mai: Ed Stuhler
- 19. Mai: Eddy C. Bertin
- 19. Mai: Wolfgang Hug
- 19. Mai: Ernst Sieber
- 20. Mai: Ramón Chao
- 20. Mai: Gerhart Mayer
- 20. Mai: Dieter Schnebel
- 21. Mai: Alexander Askoldow
- 22. Mai: Alberto Dines
- 22. Mai: Mireille Kuttel
- 23. Mai: Jean-François Parot
- 25. Mai: Max Pagès
- 25. Mai: Peter Schellenbaum
- vor dem 26. Mai: Woomy Schmidt
- 26. Mai: Pierre Bellemare
- 26. Mai: Pierre Hassner
- 28. Mai: Hans von der Goltz
- 28. Mai: Erich Prunč
- 31. Mai: Aníbal Quijano
- 31. Mai: Ewald Standop
- 01. Juni: Poldy Bird
- 01. Juni: Jill Ker Conway
- 01. Juni: Michael H. Day
- 02. Juni: Gregor Laschen
- 03. Juni: Inge Sievers
- 03. Juni: Herbert Sleegers
- 05. Juni: Ira Berlin
- 05. Juni: Daša Drndić
- 05. Juni: Hermann Wischnat
- 06. Juni: Enno Stephan
- 07. Juni: David Douglas Duncan
- 07. Juni: Minken Fosheim
- 07. Juni: Hans Gerd Krogmann
- 08. Juni: Per Ahlmark
- 08. Juni: Anthony Bourdain
- 10. Juni: Siegfried Schumacher
- 10. Juni: Christopher Stasheff
- 11. Juni: Marcel Hénaff
- 11. Juni: Eckhard Keßler
- 11. Juni: Erich Meuthen
- 11. Juni: Josef Pointner
- 12. Juni: Jana Moravcová
- 14. Juni: Hannsjörg Kowark
- 15. Juni: Nina Baym
- 15. Juni: Raoul Van Caenegem
- 16. Juni: Andrzej Bartyński
- 17. Juni: Thomas Chorherr
- 17. Juni: Thilo Ramm
- 18. Juni: Hermann Glaser
- 18. Juni: Paul Gratzik
- 18. Juni: Nathan Shaham
- 19. Juni: Iwan Dratsch
- 20. Juni: Robert Gilpin
- 20. Juni: Sándor Kányádi
- 21. Juni: Hanne Wickop
- 22. Juni: Felicia Langer
- 23. Juni: Donald Hall
- 24. Juni: Michael Lockwood
- 25. Juni: Bálint Balla
- 25. Juni: James F. Tent
- 27. Juni: Cornelius Bischoff
- 27. Juni: Siegfried Pfaff
- 28. Juni: Domenico Losurdo
- 29. Juni: Mario Szichman
- 01. Juli: Armando
- 01. Juli: Wolfgang Mürmann
- 02. Juli: Maurice Lemaître
- 03. Juli: Sander A. Diamond
- 03. Juli: Hans Hautmann
- 04. Juli: Georges-Emmanuel Clancier
- 04. Juli: Gerald Uhlig
- 05. Juli: Oleg Jurjew
- 05. Juli: Claude Lanzmann
- 05. Juli: Gérald Messadié
- 09. Juli: Werner Fuchs-Heinritz
- 09. Juli: Marianne Zink
- 10. Juli: Mosche Lissak
- 10. Juli: Jessica Mann
- 11. Juli: Christian Locker
- 13. Juli: Frank Giroud
- 13. Juli: Atukwei Okai
- 13. Juli: Wolfgang Theile
- 14. Juli: Vidmantė Jasukaitytė
- 15. Juli: Adolf Opel
- 16. Juli: Ursula Kurz
- 19. Juli: Evelien Gans
- 19. Juli: Shinobu Hashimoto
- 19. Juli: Hans Joachim Kreutzer
- 22. Juli: Eckhard Thiele
- 23. Juli: Choi In-hun
- 23. Juli: Jelka Mrak Dolinar
- 25. Juli: Florens Deuchler
- 25. Juli: Anne-Marie Sandler
- 26. Juli: Adem Demaçi
- 26. Juli: Eugène Philipps
- 27. Juli: Marco Aurelio Denegri
- 27. Juli: Hiltrud Leenders
- 27. Juli: Witali Schentalinski
- 28. Juli: Barbara Bollwahn
- 28. Juli: Hellar Grabbi
- 29. Juli: Peter P. Klassen
- 29. Juli: Rolf Tiedemann
- 30. Juli: Uwe Brandner
- 31. Juli: Wilhelm Heiligensetzer
- 31. Juli: Kurt Scheel
- 02. August: Hansjürgen Müller-Beck
- 02. August: Horst Pätzold
- 03. August: Ingrid Espelid Hovig
- 05. August: Matthew Sweeney
- 05. August: Bardo Weiß
- 06. August: Christian Habicht
- 07. August: M. Karunanidhi
- 07. August: Enno Patalas
- 07. August: Walter Schenker
- 07. August: Beatriz Seibel
- 07. August: Gerald M. Weinberg
- 08. August: John Glines
- 08. August: Richard Sipe
- 09. August: Fides Krause-Brewer
- 09. August: Klaus Wildenhahn
- 10. August: Rainer Höynck
- 10. August: Mahmut Makal
- 10. August: Carl Werner Müller
- 10. August: Ursula Püschel
- 10. August: Ingeborg Sörensen
- 12. August: Michael Scott Rohan
- 13. August: Georges Hausemer
- 13. August: Hansjakob Seiler
- 14. August: Eduard Uspenski
- 15. August: Allan Rune Pettersson
- 16. August: Benny Andersen
- 16. August: Aretha Franklin
- 17. August: Dietrich Arndt
- 17. August: Claudio Lolli
- 17. August: Wladimir Scharow
- 17. August: Halima Xudoyberdiyeva
- 18. August: Kofi Annan
- 20. August: Uri Avnery
- 20. August: Wladimir Rybakow
- 21. August: Hanna Mina
- 22. August: Ian Cameron
- 22. August: Hermann W. von der Dunk
- 22. August: Heinz Kägebein
- 22. August: Ed King
- 23. August: Kuldip Nayar
- 23. August: David Yallop
- 24. August: Alexander von Elverfeldt
- 26. August: Klaus Herding
- 27. August: Stefan Weinfurter
- 28. August: Josep Fontana i Lázaro
- 28. August: Gina Ruck-Pauquèt
- 29. August: Heiner Timmermann
- 30. August: Wassili Lepanto
- 01. September: Margit Sandemo
- 02. September: Friedrich Hofmann
- 02. September: Manuela von Perfall
- 03. September: Maria Beig
- 03. September: Dieter Mehl
- 04. September: Christopher Lawford
- 06. September: Heinz Leiwig
- 06. September: Sven Wernström
- 09. September: Hélio Jaguaribe
- 09. September: Beat Richner
- 11. September: Richard Newbold Adams
- 12. September: Chris Mann
- 13. September: Diana Baumrind
- 13. September: Guido Ceronetti
- 13. September: Erich Dauenhauer
- 13. September: Paul Guichonnet
- 13. September: Albrecht Wellmer
- 14. September: Peter A. Berger
- 14. September: Rudolf Schieffer
- 16. September: Hinderk Meiners Emrich
- 16. September: Barbara Klostermann
- 16. September: Ulrich Schacht
- 18. September: Piotr Lachert
- 19. September: Vishnu Khare
- 19. September: Pavel Řezníček
- 19. September: Conrad Schirokauer
- 20. September: Hanno Beck
- 21. September: Sophie Body-Gendrot
- 21. September: Herbert Meier
- 21. September: Marianne Sághy
- 22. September: Johnny Christensen
- 22. September: Mitra Devi
- 24. September: Ronald Bye
- 27. September: Helga Michie
- 28. September: Jupp Balkenhol
- 28. September: Joe Masteroff
- 28. September: Tamas Tschiladse
- 01. Oktober: Gerhard Bott
- 01. Oktober: Harald Budde
- 01. Oktober: Antoine Sfeir
- 02. Oktober: Dirk Ayelt Kooiman
- 03. Oktober: Lotte Brügmann-Eberhardt
- 03. Oktober: Gisela Bulla
- 03. Oktober: Huh Su-kyung
- 03. Oktober: Heinrich Missalla
- 04. Oktober: David Jacoby
- 04. Oktober: Theo Stammen
- 05. Oktober: Atiyyat al-Abnudi
- 06. Oktober: Eugen Herman-Friede
- 06. Oktober: Alfred Schöpf
- 06. Oktober: Michel Vovelle
- 07. Oktober: Werner Buhss
- 09. Oktober: Robert Goldmann
- 09. Oktober: Wolfgang Lempert
- 10. Oktober: Mary Midgley
- 11. Oktober: Paul Andreu
- 11. Oktober: Hans Peter Jürgens
- 11. Oktober: Jean-Jacques Kariger
- 11. Oktober: Wilhelm Lütterfelds
- 12. Oktober: Kurt Leo Shell
- 13. Oktober: Fabien Eboussi Boulaga
- 13. Oktober: Denis Szabo
- 14. Oktober: Eduardo Arroyo
- 15. Oktober: Iris von Bredow
- 15. Oktober: Yasuo Irisawa
- 15. Oktober: Paul Emanuel Müller
- 16. Oktober: Bo Cavefors
- 16. Oktober: Amadou Ousmane
- 16. Oktober: Wilfried Scharnagl
- 17. Oktober: Hesper Anderson
- 17. Oktober: Leone Frollo
- 17. Oktober: Bonifacy Miązek
- 18. Oktober: Hermann Detering
- 18. Oktober: Marguerite Reut
- 19. Oktober: Werner Cohn
- 20. Oktober: Rudi Benzien
- 21. Oktober: Friedmar Apel
- 21. Oktober: Rainer Kerndl
- 22. Oktober: Helmut Reinicke
- 22. Oktober: Rose Zwi
- 23. Oktober: Emmerich Menyhay
- 23. Oktober: Rein Põder
- 23. Oktober: Alojz Rebula
- 24. Oktober: Patricia Herlihy
- 25. Oktober: John Taylor Gatto
- 26. Oktober: Ulrich Braukämper
- 27. Oktober: Józef Zbigniew Białek
- 27. Oktober: Ingo Insterburg
- 27. Oktober: Ntozake Shange
- 28. Oktober: David Kenneth Fieldhouse
- 28. Oktober: Ernő Polgár
- 29. Oktober: Dave Duncan
- 29. Oktober: Hartmut Scheible
- 30. Oktober: María Irene Fornés
- 30. Oktober: Sangharakshita
- 30. Oktober: Wolfgang Zuckermann
- 01. November: Christopher Stahl
- 01. November: Barthold C. Witte
- 02. November: Herbert Fingarette
- 02. November: Dirk Pilz
- 04. November: Bernard Glassman
- 04. November: Peter Godman
- 04. November: Bertil Mårtensson
- 04. November: Andrzej Mitan
- 06. November: Marion Kobelt-Groch
- 06. November: Volker Steenblock
- 07. November: Achim Mehnert
- 08. November: Lena Vandrey
- 10. November: Sabine Brandt
- 11. November: Michael Amon
- 13. November: Johan Asplund
- 14. November: Wolf Donner
- 14. November: Ronald P. Dore
- 15. November: E. D. Blodgett
- 15. November: Adolf Grünbaum
- 15. November: Schores Medwedew
- 15. November: Helmut Schareika
- 15. November: Aldyr Schlee
- 17. November: Rudolf Affemann
- 17. November: Harvey Arden
- 20. November: Gerhard Jäger
- 21. November: Günter Beaugrand
- 21. November: Salvatore A. Sanna
- 21. November: Edward Timms
- 22. November: Muhammad bin Scharifa
- 22. November: Geoffrey V. Davis
- 22. November: Baha Güngör
- 22. November: Yu-chien Kuan
- 25. November: Randolph L. Braham
- 25. November: Priit Kruus
- 26. November: Luc Deflo
- 26. November: Lorenz Knorr
- 26. November: Tomás Maldonado
- 28. November: Thomas Altizer
- 28. November: Swaebou Conateh
- 28. November: Harry Leslie Smith
- 29. November: Élisa Brune
- 30. November: Dagobert Lindlau
- 01. Dezember: Rüdiger Peuckert
- 02. Dezember: Michael Zielonka
- 03. Dezember: Justin Cartwright
- 03. Dezember: Jörg Ruhloff
- 03. Dezember: Ulrich Simon
- 04. Dezember: Nh. Dini
- 05. Dezember: Paulus Böhmer
- 06. Dezember: Joseph Joffo
- 06. Dezember: Doris Mayer
- 07. Dezember: Ina Rösing
- 08. Dezember: Cemal Nebez
- 09. Dezember: William Blum
- 09. Dezember: Tor Fretheim
- 10. Dezember: Annelies Laschitza
- 10. Dezember: Johann Georg Reißmüller
- 10. Dezember: Xavier Tilliette
- 11. Dezember: Nora Miedler
- 11. Dezember: Martin Stade
- 11. Dezember: Leo Yankevich
- 13. Dezember: Jürgen Manthey
- 13. Dezember: Lisa Peattie
- 14. Dezember: Brigitte Rauschenbach
- 14. Dezember: Jean-Pierre Van Rossem
- 14. Dezember: Charlotte Worgitzky
- 16. Dezember: Helmut S. Ruppert
- 17. Dezember: Hans-Klaus Jungheinrich
- 17. Dezember: Rolf-Dietrich Keil
- 17. Dezember: Ferdinand Kriwet
- 17. Dezember: Amélie Mummendey
- 17. Dezember: Jan Stressenreuter
- 18. Dezember: Inge Gampl
- 18. Dezember: Kazimierz Kutz
- 18. Dezember: Robert Neild
- 18. Dezember: Johannes K. Soyener
- 19. Dezember: Norman Gimbel
- 19. Dezember: Hans Günther Pflaum
- 20. Dezember: Karl Wolfgang Barthel
- 20. Dezember: Klaus Hagerup
- 21. Dezember: Wolfgang Pohrt
- 22. Dezember: Alfred Mechtersheimer
- 23. Dezember: Sélim Abou
- 23. Dezember: Troels Kløvedal
- 24. Dezember: Osvaldo Bayer
- 24. Dezember: Carlos Rincón
- 25. Dezember: Larry Eisenberg
- 25. Dezember: Irene Gruss
- 25. Dezember: Baldur Ragnarsson
- 26. Dezember: Fabio Carpi
- 26. Dezember: Elizabeth Zachariadou
- 28. Dezember: Seydou Badian Kouyaté
- 29. Dezember: Julia Edenhofer
- 29. Dezember: Christian Giordano
- 29. Dezember: Karl-Heinz Schönfelder
- 30. Dezember: Gerhard Krieger
- 31. Dezember: Rolf-Peter Calliess
- 31. Dezember: Marlies Flesch-Thebesius
- 31. Dezember: Ernst Hojer
- „Ende 2018“: Uwe Gerig
- ungenannt: Sigrid Hauff

### Weitere Persönlichkeiten
- 12. Januar: Max Deen Larsen
- 16. Januar: Peter Groeger
- 18. Januar: Taras Kyjak
- 24. Januar: Otto Fritz Hayner
- 24. Januar: Elisabeth Kmölniger
- 27. Januar: Manfred Brückner
- 30. Januar: Nili Mirsky
- 03. Februar: Stefan Moses
- 04. Februar: Jonas Riškus
- 13. Februar: Wilfried Minks
- 15. Februar: Sergiu Singer
- 23. Februar: Anya Berger
- 24. Februar: Bud Luckey
- 01. März: Achim Bergmann
- 05. März: Christian Noack
- 06. März: Peter Nicholls
- 12. März: Oleg Tabakow
- 18. März: Ottmar Premstaller
- 24. März: Leonore Puschert
- 28. März: Christian Bleyhoeffer
- 02. April: Morris Halle
- 06. April: Lothar Reher
- 16. April: Katharina Reiß
- 21. April: Nelson Pereira dos Santos
- 24. April: Djéliba Badjé
- 25. April: Abbas Attar
- 29. April: Demetrio Túpac Yupanqui Martínez
- 03. Mai: Gralf-Edzard Habben
- 11. Mai: Gérard Genette
- 13. Mai: Karl-Ernst Herrmann
- 24. Mai: Heinrich Kraus
- 25. Mai: Horst Heintze
- 01. Juni: Bernard Gantner
- 05. Juni: Bernard Quemada
- 19. Juni: Uwe Deeken
- 25. Juni: David Goldblatt
- 29. Juni: Ada Yardeni
- 30. Juni: Nika Brettschneider
- 13. Juli: Keita Asari
- 13. Juli: Annemarie Esche
- 18. Juli: Wolfgang Kaus
- 21. Juli: Ahmad Matloub
- 24. Juli: Isidor Levin
- 27. Juli: Zvi Gabai
- 29. Juli: Karin Wolff
- 04. August: Elżbieta Aleksandrowska
- 11. August: Götz Fritsch
- 15. August: Albert Millaire
- 16. August: Peter Förster
- 31. August: Otto Düben
- 02. September: Ehsan Yarshater
- 06. September: Gilbert Lazard
- 07. September: Gundel Paulsen
- 19. September: Geta Brătescu
- 20. September: Inge Feltrinelli
- 30. September: René Pétillon
- 08. Oktober: Benno Wintersteller
- 18. Oktober: Renate Seelig
- 19. Oktober: Jürgen Schutte
- 03. November: Jean Mohr
- 06. November: Christa Vetter
- 14. November: Frank Arlig
- 14. November: Rolf Hoppe
- 18. November: James Lester Hogg
- 30. November: Martha Höhl
- 02. Dezember: Jürgen Wittdorf
- 03. Dezember: Hans-Günther Thalheim
- 05. Dezember: Al’Leu
- 08. Dezember: Otto Bayer
- 08. Dezember: Erwin Wedel
- 15. Dezember: Werner Völschow
- 18. Dezember: Jean-Claude Chevalier
- 18. Dezember: Augusto Fernandes
- 21. Dezember: Günter Gattermann
- 23. Dezember: Hille Darjes
- 26. Dezember: Michel Ciry
- 27. Dezember: Hans A. Nikel
- 31. Dezember: Yorck A. Haase

## Gemeinfrei seit 2018
Die Werke der folgenden im Jahr 1947 verstorbenen Schriftsteller sind seit dem 1. Januar 2018 gemeinfrei:
- Wilhelm Ernst Asbeck
- Asdreni
- Hans Wenzel Baudis
- Hilda Bergmann
- Wolfgang Borchert
- Saint-Georges de Bouhélier
- Karl Broermann
- Henri Deberly
- Ludwig Diehl
- Ernst Droem
- Paul Eger
- Ellegaard Ellerbek
- Hans Fallada
- Paul Friedrich
- Alexander von Gleichen-Rußwurm
- Otto Gysae
- Julius R. Haarhaus
- Ernst Hardt
- Teru Hasegawa
- Erwin Heine
- Willibald Hentschel
- Ricarda Huch
- Adalbert Jungwirth
- Olga Kaiser
- Rohan Koda
- Ernst Krieck
- Gustav Leutelt
- Raphael Liesegang
- Wilhelm Lobsien
- Arthur Machen
- Friedrich Wilhelm Mader
- Theodor Malade
- Stanislav Kostka Neumann
- Charles-Ferdinand Ramuz
- Yokomitsu Riichi
- Nicholas Roerich
- Oda Sakunosuke
- André Savignon
- Paul Schulze-Berghof
- Duncan Campbell Scott
- Franz Servaes
- Erich Sieburg
- Heinrich Spiero
- Erich Sturtevant
- Felix Timmermans
- Paul Gerhard Zeidler
- Francis Yard

Siehe auch Gemeinfrei 2018 auf Wikisource

## Neuerscheinungen

### Romane, Erzählungen
- Die Abenteuer des Apollo – Die dunkle Prophezeiung – Rick Riordan
- Aufruhr der Engel (Neuübersetzung) – Anatole France
- Battle – Maja Lunde
- Beale Street Blues (Neuübersetzung) – James Baldwin
- Befreiung. Die Salvation-Saga 1 – Peter F. Hamilton
- Bekenntnisse einer Maske (Neuübersetzung) – Yukio Mishima
- The Blood Road (OA) – Stuart MacBride
- Bridge of Clay (OA) – Markus Zusak
- Das Buch der vergessenen Artisten – Vera Buck
- Chez Krull (Neuübersetzung) – Georges Simenon
- Dark Sacred Night – Michael Connelly
- Darktown – Thomas Mullen
- Dragon Teeth – Wie alles begann – Michael Crichton
- Drei (OA) – Dror Mishani
- Der dunkle Wald – Liu Cixin
- Ehrensache – Michael Connelly
- Elfenkrone – Holly Black
- Erhebung – Stephen King
- Die Ermordung des Commendatore – Haruki Murakami
- Feuriges Auge – André Marx
- Die Frau in den Dünen (Neuausgabe) – Abe Kōbō
- Fräulein Nettes kurzer Sommer – Karen Duve
- Freedom. Die Schmahamas-Verschwörung – Paluten und Klaas Kern
- Die Geschichte des verlorenen Kindes – Elena Ferrante
- Das Gewicht der Freiheit (autobiograf. Roman) – Florian Burkhardt
- Glücklich ist, wer Dunne kriegt – Rose Lagercrantz (Text) und Eva Eriksson (Illustration)
- Grenzgänger – Mechtild Borrmann
- Ein guter Mensch ist schwer zu finden (Neuübersetzung) – Flannery O’Connor
- Hier ist noch alles möglich – Gianna Molinari
- Die Hungrigen und die Satten – Timur Vermes
- Ich weiß, heute Nacht werde ich träumen – Steven Herrick
- Kannawoniwasein! Manchmal muss man einfach verduften – Martin Muser
- Der kleine Major Tom (Kinderbuchreihe) – Bernd Flessner (Autor)
- Die Ladenhüterin – Sayaka Murata
- Lake Success – Gary Shteyngart
- Leah on the Offbeat – Becky Albertalli
- Lovecraft Country – Matt Ruff
- Magnus Chase – Das Schiff der Toten – Rick Riordan
- Maigret im Haus des Richters und Maigrets Pfeife (Neuübersetzungen) – Georges Simenon
- Maigrets Jugendfreund (überarb. Neuausgabe) – Georges Simenon
- Manhattan Beach – Jennifer Egan
- Mein parfümierter Roman – Ian McEwan
- Middle England – Jonathan Coe
- Milkman – Anna Burns
- Miss Gladys und ihr Astronaut – David M. Barnett
- Mit der Faust in die Welt schlagen – Lukas Rietzschel
- Der Mönch von Mokka – Dave Eggers
- Morgengrauen – Selahattin Demirtaş
- Muttertag – Nele Neuhaus
- Die Nackten und die Toten (Neuübersetzung) – Norman Mailer
- Nichts, was uns passiert – Bettina Wilpert
- NSA – Nationales Sicherheits-Amt – Andreas Eschbach
- One of Us Is Lying – Karen M. McManus
- Der Outsider – Stephen King
- The Poet X – Elizabeth Acevedo
- Der Postbote klingelt immer zweimal (Neuübersetzung) – James M. Cain
- The President Is Missing – Bill Clinton und James Patterson
- Qui a tué mon père – Édouard Louis
- Revanche – Martin Walker
- Schnee in Amsterdam – Bernard MacLaverty
- Das schwarze Schiff – Phillip P. Peterson
- Schwere Knochen – David Schalko
- Slow Horses – Mick Herron
- A Song Only I Can Hear – Barry Jonsberg
- Sonnenfinsternis (Erstausgabe nach dem dt. Originaltyposkript) – Arthur Koestler
- Starship – Verloren im Weltraum (Neuübersetzung) – Brian Aldiss
- Strafe – Ferdinand von Schirach
- Das Tal der Puppen (Neuübersetzung) – Jacqueline Susann
- Tik-Tak von Oz (Kinderbuch von 1914) – L. Frank Baum
- Tschewengur (revidierte Übersetzung) – Andrei Platonow
- Die Tyrannei des Schmetterlings – Frank Schätzing
- Unter blutrotem Himmel – Mark T. Sullivan
- Unter der Drachenwand – Arno Geiger
- Die Verlorene – Michael Connelly
- Verwirrnis – Christoph Hein
- Der Vogelgott – Susanne Röckel
- Von dieser Welt (Neuübersetzung) – James Baldwin
- Die Wahrheit über das Lügen – Benedict Wells
- Weihnachten auf der Lindwurmfeste – Walter Moers
- Weihnachten bei den Maigrets (Neuausgabe) – Georges Simenon
- Weit weg von Verona – Jane Gardam
- Der Welten-Express – Anca Sturm
- Wenn Martha tanzt – Tom Saller
- Wolfswut – Andreas Gößling
- Die Wurzeln des Lebens – Richard Powers
- Das Zeiträtsel (Neuausgabe) – Madeleine L’Engle

### Sachliteratur
- 12 Rules for Life – Jordan Peterson
- 21 Lektionen für das 21. Jahrhundert – Yuval Noah Harari
- Die 21. Eine Reise ins Land der koptischen Märtyrer – Martin Mosebach
- Aufklärung jetzt – Steven Pinker
- Bullshit Jobs (OA) – David Graeber
- Entlang den Gräben – Navid Kermani
- Feindliche Übernahme. Wie der Islam ... – Thilo Sarrazin
- Feuer und Zorn: Im Weißen Haus von Donald Trump – Michael Wolff
- Eine Frage der Moral – Anatol Stefanowitsch
- Furcht: Trump im Weißen Haus – Bob Woodward
- Game Over – Hans-Peter Martin mit Manuel Martin
- Hübendrüben – Franziska Gehm (Text) und Horst Klein (Illustration)
- Jäger, Hirten, Kritiker. Eine Utopie für die digitale Gesellschaft – Richard David Precht
- Kurze Antworten auf große Fragen – Stephen Hawking
- Logiken der Macht: Politik und wie man sie beherrscht – Dominik Meier mit Christian Blum
- Der neue Antisemitismus – Deborah Lipstadt
- Nichts ist, wie es scheint – Michael Butter
- Die öffentliche Meinung (Neuausgabe) – Walter Lippmann
- Die Produktion des Geldes – Ann Pettifor
- Der Selbstmord Europas – Douglas Murray
- Unsere Revolution – Bernie Sanders
- Der unwissende Lehrmeister (verbess. Neuauflage) – Jacques Rancière
- Das verhängnisvolle Dreieck – Stuart Hall
- Warum wir denken, was wir denken – Jordan Peterson
- Wie frei ist die Kunst? – Hanno Rauterberg

### Weitere Werke
- Das Blaue Wunder – Drama von Thomas Freyer und Ulf Schmidt (UA im Januar 2019)
- Blockadebuch (Neuausgabe) – Dokumentation von Ales Adamowitsch und Daniil Granin
- The Collected Works of Billy the Kid – Kammeroper von Gavin Bryars (Musik) nach Michael Ondaatje
- A Day in the Life of Marlon Bundo – satirisches Kinder-Bilderbuch von Jill Twiss
- Everything I Know About Love – Autobiografie von Dolly Alderton
- Der Fall von Gondolin (Texte von J. R. R. Tolkien) – Christopher Tolkien (Hg.)
- Fin de partie – Oper von György Kurtág (Musik und Libretto) mit Originaltexten von Samuel Beckett
- Jeder Idiot hat eine Oma, nur ich nicht – autobiografisches Theaterstück von Rosa von Praunheim
- Die Kinder der toten Stadt – Musiktheater
- Kithaab – Drama von Rafeeq Mangalassery
- Die Mexikaner, Bd. 1: Miramare – Graphic Novel von Marijan Pušavec und Zoran Smiljanić
- Minotauro – Oper von Silvia Colasanti (Musik) nach der Ballade Minotaurus von Friedrich Dürrenmatt
- Nicht Wolf nicht Hund („creative non-fiction“; Neuausgabe) – Kent Nerburn
- Pirouetten – autobiografischer Comic von Tillie Walden
- Pretty Woman – Musical; Musik und Liedtexte: Bryan Adams und Jim Vallance
- Sonnenblicke auf der Flucht – KI-generiertes Gedicht
- Sternenhoch – Oper in Esperanto von Ivan Acher nach einem Roman von Ladislav Klíma
- Stimmen – Vermischte Texte von Wolfgang Herrndorf (postum)
- SuperMutant Magic Academy – Comic (dA) von Jillian Tamaki
- Vermächtnis einer Jugend – Autobiografie (1933; Bd. 1) von Vera Brittain
- Die Weiden – Oper von Johannes Maria Staud nach einem Libretto von Durs Grünbein
- Welcome to Hell – Musical von Peter Lund (Buch und Liedtexte) und Peter Michael von der Nahmer (Musik)
- Wie William Shakespeare wurde – Musical von Wolfgang Adenberg (Buch und Liedtexte) und Marc Schubring (Musik)
- Wir sind ja nicht zum Spaß hier – Deniz Yücel
- Woman World – Comic von Aminder Dhaliwal

## Literaturpreise 2018
Der meistausgezeichnete deutschsprachige Autor war 2018 Christoph Ransmayr.

### Deutsche Literaturpreise
A
- Alfred Döblin-Medaille: Julia Weber
- Alfred-Kerr-Preis für Literaturkritik: Michael Braun
- Alfred-Müller-Felsenburg-Preis: Mo Asumang
- Andreas-Gryphius-Preis: Catalin Dorian Florescu
- Annalise-Wagner-Preis: Hans Fallada. Die Biographie von Peter Walther
- Arno-Reinfrank-Literaturpreis: Björn Kuhligk
- aspekte-Literaturpreis: Nichts, was uns passiert von Bettina Wilpert
- AutorenPreis des Heidelberger Stückemarkts: Ulrike Syha für Drift

B
- Bayerischer Buchpreis:
  - Belletristik: Töchter von Lucy Fricke
  - Sachbuch: Zeit der Zauberer. Das große Jahrzehnt der Philosophie 1919–1929 von Wolfram Eilenberger
  - Ehrenpreis des Bayerischen Ministerpräsidenten: Christoph Ransmayr
- Ben-Witter-Preis: Christian Bartel
- Berliner Literaturpreis: Marion Poschmann
- Berliner Verlagspreis:
  - Hauptpreis: Verlag Klaus Wagenbach
  - Förderpreise: Comicverlag Reprodukt und Verlagshaus Berlin
- Bertolt-Brecht-Literaturpreis: Nino Haratischwili für ihre Theaterstücke und den Roman Das achte Leben (Für Brilka)
- Bodensee-Literaturpreis: Eva Gesine Baur
- Bonner Stadtschreiber: Julia von Lucadou mit Bezug auf Die Hochhausspringerin
- Bremer Literaturpreis: Thomas Lehr für Schlafende Sonne (Hauptpreis); Laura Freudenthaler für Die Königin schweigt (Förderpreis)
- Buchpreis der Stiftung Ravensburger Verlag: Hannes Köhler für Ein mögliches Leben
- Buxtehuder Bulle: Jetzt ist alles, was wir haben von Amy Giles

C
- Carl-Zuckmayer-Medaille: Yōko Tawada
- Chamisso-Preis/Hellerau: María Cecilia Barbetta
- Christian-Wagner-Preis: Jürgen Nendza für sein lyrisches Lebenswerk
- Clemens-Brentano-Preis: Philipp Stadelmaier für den Essay Die mittleren Regionen. Über Terror und Meinung
- Comicbuchpreis: Blåvand von Thomas Pletzinger (Autor) und Tim Dinter (Illustrator)
- Crime Cologne Award: Hannah Coler für Cambridge 5 – Zeit der Verräter

D
- Das politische Buch: Das Kapital sind wir. Zur Kritik der Digitalen Ökonomie von Timo Daum
- Deutscher Buchpreis: Archipel von Inger-Maria Mahlke
- Deutscher Hörspielpreis der ARD: Die Schuhe der Braut von Magda Woitzuck
- Deutscher Jugendliteraturpreis (Auswahl):
  - Jugendbuch: Als ich mit Hitler Schnapskirschen aß von Manja Präkels
  - Preis der Jugendjury: The Hate U Give von Angie Thomas (Text), Henriette Zeltner (Übersetzung)
  - Sonderpreis für das Gesamtwerk: Uwe-Michael Gutzschhahn
- Deutscher Krimi Preis:
  - National: Oliver Bottini für Der Tod in den stillen Winkeln des Lebens
  - International: John le Carré für Das Vermächtnis der Spione
- Deutscher Preis für Nature Writing: Christian Lehnert und Sabine Scho
- Deutscher Science-Fiction-Preis:
  - Bester Roman: QualityLand von Marc-Uwe Kling
  - Beste Kurzgeschichte: Das Internet der Dinge von Uwe Hermann
- Dieter-Wellershoff-Stipendium: Joachim Geil und Tina Ilse Maria Gintrowski
- Droste-Preis: Olga Flor; Förderpreis: Julia Weber für Immer ist alles schön
- Düsseldorfer Literaturpreis: Esther Kinsky für Hain. Geländeroman

E
- Ehrengabe der Deutschen Schillerstiftung: Thomas Melle
- Eichendorff-Literaturpreis: Kerstin Preiwuß
- Elisabeth-Langgässer-Literaturpreis: Rafik Schami
- Else-Lasker-Schüler-Dramatikerpreis: Ewald Palmetshofer
- Ernst-Johann-Literaturpreis: Juli Zeh
- Ernst-Meister-Preis für Lyrik: Barbara Köhler
- Ernst-Toller-Preis: Wolf Biermann
- E.-T.-A.-Hoffmann-Preis: Tanja Kinkel
- Eugen-Helmlé-Übersetzerpreis: Olivier Mannoni
- Evangelischer Buchpreis: Und dann steht einer auf und öffnet das Fenster von Susann Pásztor

F
- Förderpreis für Literatur der Landeshauptstadt Düsseldorf: Tobias Steinfeld
- FRIEDOLIN: Sami und der Wunsch nach Freiheit von Rafik Schami
- Friedrich-Bödecker-Preis: Inge Meyer-Dietrich und Margret Steenfatt
- Friedrich-Gerstäcker-Preis: Dazwischen: Ich von Julya Rabinowich
- Friedrich-Glauser-Preis (Auswahl):
  - Bester Roman: unter fremden von Jutta Profijt
  - Beste Kurzgeschichte: Hier in Tremonia von Reinhard Jahn und Walter Wehner
  - Kinder- und Jugendkrimipreis: Glück ist was für Anfänger von Ortwin Ramadan
  - Glauser Ehrenpreis: Edith Kneifl
- Friedrich-Hebbel-Preis: Juliana Kálnay für Eine kurze Chronik des allmählichen Verschwindens
- Friedrich-Hölderlin-Preis der Stadt Bad Homburg: Daniel Kehlmann; Förderpreis: Alina Herbing für ihren Debütroman Niemand ist bei den Kälbern
- Friedrich-Schiedel-Literaturpreis: Wolfgang Brenner für Zwischen Ende und Anfang – Nachkriegsjahre in Deutschland
- Fritz-Reuter-Preis: Heidrun Schlieker

G
- Georg-Büchner-Preis: Terézia Mora
- George-Konell-Preis: Eva Demski
- Göttinger Elch: Wiglaf Droste und Pit Knorr
- Großer Preis der Deutschen Akademie für Kinder- und Jugendliteratur e. V. Volkach: Uwe-Michael Gutzschhahn
- Gustav-Heinemann-Friedenspreis: Rafik Schami, insbesondere für Sami und der Wunsch nach Freiheit

H
- Hannelore-Greve-Literaturpreis: Ulla Hahn
- Hans-Fallada-Preis: Sandra Hoffmann für Paula
- Hans-im-Glück-Preis: Christina Erbertz für Drei (fast) perfekte Wochen
- Heinrich-Mann-Preis: Christian Bommarius
- Heinrich Maria Ledig-Rowohlt-Preis: Brigitte Jakobeit für ihre Übersetzungen aus dem Englischen
- Helmut-M.-Braem-Übersetzerpreis: Olaf Kühl
- Hermann-Hesse-Literaturpreis:
  - Hauptpreis: Thomas Hettche für unsere leeren herzen. Über Literatur (Essays)
  - Förderpreis: Paul-Henri Campbell für nach den narkosen (Gedichte)
- Hermann-Kesten-Preis: Gioconda Belli (Hauptpreis)
- Hölty-Preis für Lyrik: Norbert Hummelt
- HOMER Literaturpreise:
  - 1. Preis: Maria W. Peter mit Die Festung am Rhein
  - 2. Preis: Kay Jacobs mit Kieler Helden
  - 3. Preis: Jørn Precht mit Das Geheimnis des Dr. Alzheimer
- Hörspiel des Jahres: Auf der Suche nach den verlorenen Seelenatomen von Susann Maria Hempel (Text, Komposition und Regie)
- Hörspielpreis der Kriegsblinden: Coldhaven von John Burnside; Übersetzung, Komposition, Regie: Klaus Buhlert
- Horst Bingel-Preis für Literatur: Ulrike Almut Sandig für ihr lyrisches Werk
- Hotlist-Preis: Elfenbein Verlag für Manapouri. Reise nach Samoa 1901/1902 von Marcel Schwob

I
- Irseer Pegasus:
  - Autorenpreis: Mario Schlembach für den Roman Nebel
  - Jurypreis: Martin Piekar für den Lyrikzyklus scripted virtuality
- Italo-Svevo-Preis: Jan Faktor

J
- Jahresstipendium für Schriftsteller des Ministeriums für Wissenschaft und Kunst des Landes Baden-Württemberg: Fatma Aydemir, Simone Hirth und Iris Wolff
- Jakob-Wassermann-Literaturpreis: Barbara Honigmann
- Jane Scatcherd-Preis: Gabriele Leupold
- Johann-Heinrich-Merck-Preis für literarische Kritik und Essay: Martin Pollack
- Johann-Heinrich-Voß-Preis für Übersetzung: Wolfgang Schlüter
- Johann-Peter-Hebel-Preis: Christoph Meckel
- Joseph-Breitbach-Preis: Arno Geiger
- Julius-Campe-Preis: Christian Petzold, speziell mit Bezug auf seinen Film Transit

K
- Kasseler Literaturpreis für grotesken Humor: Eckhard Henscheid (Hauptpreis); Dagmara Kraus (Förderpreis)
- Katholischer Kinder- und Jugendbuchpreis: Das Jahr, in dem ich lügen lernte von Lauren Wolk (Text) und Birgitt Kollmann (Übersetzung)
- Kinderbuchpreis des Landes Nordrhein-Westfalen: King kommt noch von Andrea Karimé (Autorin) und Jens Rassmus (Illustrator)
- Kinderhörspielpreis der Stadt Karlsruhe: Bernd Gieseking für Ab nach Paris, Regie: Hans Helge Ott
- Kinderhörspielpreis des MDR, 1. Preis: Krähe und Bär von Martin Baltscheit (auch Regie)
- Klaus-Michael Kühne-Preis: Am Weltenrand sitzen die Menschen und lachen von Philipp Weiss
- Kleist-Preis: Christoph Ransmayr
- Klopstock-Preis für neue Literatur:
  - Hauptpreis: Die Kieferninseln von Marion Poschmann
  - Förderpreis: Die Hoffnungsvollen von Anna Sperk (Pseud.)
- Korbinian – Paul-Maar-Preis: Jens Raschke (Text) und Jens Rassmus (Illustrationen) für Schlafen Fische?
- Kranichsteiner Literaturförderpreis: Gianna Molinari für Hinter der Hecke die Welt
- Kranichsteiner Jugendliteratur-Stipendien: Flurin Jecker für Lanz und Manja Präkels für Als ich mit Hitler Schnapskirschen aß
- Kranichsteiner Literaturpreis: Thomas Lehr
- Kurd-Laßwitz-Preis (Auswahl):
  - Bester Roman: Der Kanon mechanischer Seelen von Michael Marrak
  - Beste Kurzgeschichte/Erzählung: Das Internet der Dinge von Uwe Hermann
  - Bestes ausländisches Werk: Das Buch des Phönix von Nnedi Okorafor
  - Beste Übersetzung: Dunkelheit und Licht (2 Bde.; eOA: Blackout/All Clear von Connie Willis, 2010) in der Übertragung von Claudia Kern
  - Sonderpreis: Thomas Le Blanc für den Aufbau und Erhalt der Phantastischen Bibliothek Wetzlar
- Kurt Sigel-Lyrikpreis: Dorothea Grünzweig

L
- Lieblingsbuch der Unabhängigen: Alle, außer mir von Francesca Melandri
- lit.Cologne-Debütantenpreis: Axel Ranisch für Nackt über Berlin
- Literaturpreis der A und A Kulturstiftung: Axel Ruoff für Apatit
- Literaturpreis der Jürgen Ponto-Stiftung: Philipp Weiss für Am Weltenrand sitzen die Menschen und lachen
- Literaturpreis der Konrad-Adenauer-Stiftung: Mathias Énard
- Literaturpreis Mecklenburg-Vorpommern: Slata Roschal (Hauptpreis und 1. Publikumspreis)
- Literaturpreis Prenzlauer Berg:
  - 1. Preis: Fangen von Sebastian Behr
  - 2. Preis: Auf der Strecke bleiben von Demian Lienhard
  - 3. Preis: Sportsfreundin von Carola Gruber
- Literaturpreis Ruhr:
  - Hauptpreis: Elke Heinemann für ihr Gesamtwerk
  - Förderpreise: Oliver Driesen für Borowiaks Suppe und Ingrid Kaltenegger für Wüstenplanet
- Literaturpreis „Text & Sprache“ des Kulturkreises der deutschen Wirtschaft: Thomas Köck
- Luchs des Jahres: Jason Reynolds (Autor) und Anja Hansen-Schmidt (Übersetzerin) für Ghost. Jede Menge Leben
- Ludwig-Börne-Preis: Souad Mekhennet
- Lyrikpreis München:
  - 1. Preis: Martina Hefter
  - 2. Preis: Yevgeniy Breyger
- Lyrikpreis Orphil:
  - Hauptpreis: Christoph Meckel für sein Lebenswerk und insbesondere für Kein Anfang und kein Ende. Zwei Poeme
  - Debütpreis: Sibylla Vričić Hausmann für 3 Falter

M
- Mainzer Stadtschreiberin: Anna Katharina Hahn
- Mara-Cassens-Preis: Wie hoch die Wasser steigen von Anja Kampmann
- Märkisches Stipendium für Literatur: Tijan Sila für Tierchen unlimited
- Martha-Saalfeld-Förderpreis: Stefan Moster (Jurypreisträger) sowie Ute Bales (für Bitten der Vögel im Winter) und Siri Schmidt
- Melusine-Huss-Preis: Verbrecher Verlag für Nichts, was uns passiert von Bettina Wilpert
- Mörike-Preis der Stadt Fellbach: Elke Erb (Hauptpreis); Marie T. Martin (Förderpreis)
- Mülheimer Dramatikerpreis: Thomas Köck für paradies spielen (abendland. ein abgesang)
  - Publikumspreis: Elfriede Jelinek für Am Königsweg
- Mülheimer KinderStückePreis: Oliver Schmaering für In dir schläft ein Tier

N
- NDR Kultur Sachbuchpreis: Wie Demokratien sterben. Und was wir dagegen tun können von Steven Levitsky und Daniel Ziblatt
- Nicolas-Born-Preis: Christoph Ransmayr (Hauptpreis); Lisa Kreißler (Debütpreis)
- Niederrheinischer Literaturpreis: Liesel Willems
- Nordstemmer Zuckerrübe: Bitte nicht öffnen – bissig! von Charlotte Habersack

O
- Oldenburger Kinder- und Jugendbuchpreis: Passiert es heute? Passiert es jetzt? von Michèle Minelli

P
- Paul-Celan-Preis: Thomas Brovot
- Paul Scheerbart-Preis: Kurt Steinmann für seine Neuübersetzung der Ilias
- Peter-Huchel-Preis für Lyrik: Wolkenflug spielt Zerreißprobe von Farhad Showghi
- Preis der Leipziger Buchmesse:
  - Belletristik: Hain. Geländeroman von Esther Kinsky
  - Sachbuch/Essayistik: Das sowjetische Jahrhundert. Archäologie einer untergegangenen Welt von Karl Schlögel
  - Übersetzung: Internat von Serhij Schadan in der Übertragung aus dem Ukrainischen durch Sabine Stöhr und Juri Durkot
- Preis der LiteraTour Nord: Lukas Bärfuss, für sein bisheriges Werk mit dem Roman Hagard

R
- Rainer-Malkowski-Preis: Ror Wolf (Hauptpreis); Sylvia Geist (Stipendium)
- Rattenfänger-Literaturpreis: Krakonos von Wieland Freund
- Rheingau Literatur Preis: Robert Seethaler für Das Feld
- Ricarda-Huch-Preis: Ferdinand von Schirach
- Robert-Gernhardt-Preis:
  - Florian Wacker für sein Romanprojekt Dikson
  - Julia Wolf für ihr Romanprojekt Alte Mädchen
- Rolf-Dieter-Brinkmann-Stipendium: Özlem Özgül Dündar
- Roswitha-Preis: Terézia Mora

S
- Sächsischer Literaturpreis: Róža Domašcyna
- Seraph:
  - Bester phantastischer Roman: Der Kanon mechanischer Seelen von Michael Marrak
  - Bestes Debüt: Die Optimierer von Theresa Hannig
  - Bester Independent-Titel: Im Bann der zertanzten Schuhe von Janna Ruth
- Stadtschreiber von Bergen 2018/2019: Clemens Meyer
- Stadtschreiber von Halle (Saale): Marko Dinić

T
- Thaddäus-Troll-Preis: Kai Wieland für Amerika
- Thomas-Mann-Preis: Mircea Cărtărescu
- Thüringer Literaturstipendium: Peter Neumann
- Tukan-Preis: Der Vogelgott von Susanne Röckel

U
- Übersetzerpreis der Landeshauptstadt München: Dirk van Gunsteren
- Ulla-Hahn-Autorenpreis: Warten auf Schnee von Karoline Menge
- Ulmer Unke:
  - Altersgruppe 10 bis 12 Jahre: Die Duftapotheke – Ein Geheimnis liegt in der Luft von Anna Ruhe
  - Altersgruppe „13+“: Wolkenschloss von Kerstin Gier
  - Sonderpreis: Das Mädchen, das den Mond trank von Kelly Barnhill
- Ungewöhnlichster Buchtitel des Jahres: Es hat 18 Buchstaben und neun davon sind Ypsilons von Henrik Szántó
- Uwe-Johnson-Preis: Ralf Rothmann für Der Gott jenes Sommers

V
- Ver.di-Literaturpreis Berlin-Brandenburg für Lyrik: waschplatz der kühlen dinge von Kathrin Schmidt
- Vincent Preis (Auswahl):
  - Roman: Rigor Mortis von Faye Hell
  - Kurzgeschichte: The axeman’s jazz von Oliver Müller
  - Internationales Literaturwerk: Algernon Blackwood für Aileen und Tim Curran für Die Wiedererweckten des Herbert West
  - Sonderpreis: Helmut Rellergerd („Jason Dark“) für sein Lebenswerk, vor allem seine Serie John Sinclair

W
- Walter-Hasenclever-Literaturpreis: Robert Menasse
- Walter-Serner-Preis:
  - Hauptpreis: Isabella Straub für Sibirien
  - Sonderpreis der Jury: Rolf-Bernhard Essig für Überfahren
- Wilhelm-Lehmann-Preis: Ulrike Almut Sandig
- Wilhelm Raabe-Literaturpreis: Verzeichnis einiger Verluste von Judith Schalansky
- Wolfgang-Koeppen-Preis: Christoph Peters
- Wortmeldungen:
  - Hauptpreis: Petra Piuk für Toni und Moni oder: Anleitung zum Heimatroman (Textauszug)
  - Förderpreis (ex aequo): Sophie Baumberg, Magdalena Kotzurek und Leona Stahlmann
- Würth-Literaturpreis:
  - 1. Preis: Carola Gruber für den Text Schon gut
  - 2. Preis: Yael Inokai für den Text Der Ausländer

### Internationale Literaturpreise
A
- Adam-Mickiewicz-Preis: Anna Bikont für Sendlerowa. W ukryciu
- American Book Awards (Auswahl): Tell Me How It Ends: An Essay in 40 Questions von Valeria Luiselli; Beasts of Burden: Animal and Disability Liberation von Sunaura Taylor
- Andrew Carnegie Medals for Excellence in Fiction and Nonfiction:
  - Fiction: Manhattan Beach von Jennifer Egan
  - Nonfiction: nicht vergeben, nachdem der vorgesehene Empfänger Sherman Alexie auf die Auszeichnung (für You Don't Have to Say You Love Me: A Memoir) verzichtet hatte[118]
- Anisfield-Wolf Book Award:
  - Fiction: Sing, Unburied, Sing von Jesmyn Ward
  - Nonfiction: Bunk: The Rise of Hoaxes, Humbug, Plagiarists, Phonies, Post-Facts, and Fake News von Kevin Young
  - Poetry: In the Language of My Captor von Shane McCrae
  - Lebenswerk: N. Scott Momaday
- Anna Seghers-Preis: Julián Fuks und Manja Präkels
- Anthony Award – Bester Roman: Bluebird, Bluebird von Attica Locke
- Anton-Wildgans-Preis: Sabine Scholl
- Arthur C. Clarke Award: Dreams Before the Start of Time von Anne Charnock
- Arthur Ellis Award – Bester Roman: Sleeping in the Ground von Peter Robinson
- Aschehoug-Literaturpreis: Liv Køltzow
- Astrid-Lindgren-Gedächtnis-Preis: Jacqueline Woodson

B
- Bad Sex in Fiction Award: James Frey für Katerina
- Baillie Gifford Prize for Non-Fiction: Chernobyl: History of a Tragedy von Serhii Plokhy
- Barry Awards (Auswahl):
  - Bester Roman: The Marsh King’s Daughter von Karen Dionne
  - Bester Thriller: UNSUB von Meg Gardiner
- Basler Lyrikpreis: Dagmara Kraus
- Beatrice-Preis: Mette Moestrup
- Bellman-Preis: Tua Forsström
- BookSpot Literatuurprijs: De heilige Rita von Tommy Wieringa
- Brageprisen (Auswahl):
  - Sachliteratur: Helene Uri für Hvem sa hva?
  - Ehrenpreis: Klaus Hagerup
- Bread and Roses Award (joint winners):
  - Why I’m No Longer Talking to White People About Race von Reni Eddo-Lodge
  - Familiar Stranger: A Life Between Two Islands von Stuart Hall (mit Bill Schwarz) – postum
- Breslauer Lyrikpreis Silesius:
  - Gesamtwerk: Bohdan Zadura
  - Buch des Jahres: Puste noce von Jerzy Jarniewicz
  - Debüt des Jahres: Raport wojenny von Agata Jabłońska
- British Fantasy Awards (Auswahl):
  - Beste Novelle: Passing Strange von Ellen Klages
  - Beste Sammlung: Strange Weather von Joe Hill
  - Karl Edward Wagner Award (Spezialpreis): N. K. Jemisin
- Brücke Berlin Literatur- und Übersetzerpreis: Zaza Burchuladze (Autor) und Natia Mikeladse-Bachsoliani (Übersetzerin) für Touristenfrühstück
  - Brücke Berlin Theaterpreis: Iva Brdar (Autorin) und Alida Bremer (Übersetzerin) für das Stück Daumenregeln
- Bruno-Kreisky-Preis für das politische Buch:
  - Hauptpreis: Julian Nida-Rümelin und Nathalie Weidenfeld für Digitaler Humanismus. Eine Ethik für das Zeitalter der Künstlichen Intelligenz
  - Preis für das publizistische Gesamtwerk: Richard Sennett
  - Sonderpreis „Arbeitswelten“: Stephan Schulmeister für Der Weg zur Prosperität
  - Anerkennungspreis: Julia Ebner für Wut. Was Islamisten und Rechtsextreme mit uns machen
  - Preis für besondere verlegerische Leistungen: Sonderzahl Verlag
- Buchpreis der Wiener Wirtschaft: Doris Knecht
- Bündner Literaturpreis: Melitta Breznik

C
- Carnegie Medal: Where the World Ends von Geraldine McCaughrean
- Cervantespreis: Ida Vitale
- Children’s Literature Legacy Award: Jacqueline Woodson
- Cholmondeley Award (Auswahl): Linton Kwesi Johnson
- Christine Lavant Preis: Klaus Merz
- Compton Crook Award: The Prey of Gods von Nicky Drayden
- Conrad-Ferdinand-Meyer-Preis (Auswahl): Dorothee Elmiger für Einladung an die Waghalsigen und Schlafgänger
- Cordwainer Smith Rediscovery Award: Frank M. Robinson
- Costa Book Awards:[119]
  - Roman: Normal People von Sally Rooney[120]
  - Erster Roman: The Seven Deaths of Evelyn Hardcastle von Stuart Turton
  - Kinderbuch: The Skylarks’ War von Hilary McKay
  - Lyrik: Assurances von J. O. Morgan
  - Biografie: The Cut Out Girl von Bart van Es – auch Costa Book of the Year

D
- Damon Knight Memorial Grand Master Award: Peter S. Beagle
- Das große Buch:
  - 1. Platz: Nach dem Gedächtnis von Marija Stepanowa
  - 2. Platz: Byuro proverki von Aleksander Arkhangelski
  - 3. Platz: Juni von Dmitri Bykow
- Dayton Literary Peace Prize (Auswahl):
  - Fiction winner: Salt Houses von Hala Alyan
  - Non-Fiction winner: We Were Eight Years in Power von Ta-Nehisi Coates
  - Holbrooke Award for Lifetime Achievement: John Irving
- Diamond Dagger: Michael Connelly
- Dobloug-Preis (Auswahl): Johannes Anyuru; Vigdis Hjorth

E
- Edgar Allan Poe Awards (Auswahl):
  - Bester Roman: Bluebird, Bluebird von Attica Locke
  - Bester Debütroman: She Rides Shotgun von Jordan Harper
  - Beste Kurzgeschichte: Spring Break – New Haven Noir von John Crowley
  - Beste Kritik oder Biografie: Chester B. Himes: A Biography von Lawrence P. Jackson
  - Grand Master Award: Jane Langton / William Link / Peter Lovesey
- Else-Otten-Übersetzerpreis: Ira Wilhelm für Die Fremde von Stefan Hertmans
- Encore Award (Auswahl): The Blood Miracles von Lisa McInerney
- Endeavour Award: The Cold Eye von Laura Anne Gilman
- Erdal-Öz-Literaturpreis: Adalet Ağaoğlu
- Erich-Fried-Preis: Ralph Dutli
- Ethel Wilson Fiction Prize: Brother von David Chariandy
- Euregio-Schüler-Literaturpreis: Vom Ende der Einsamkeit von Benedict Wells
- Europäischer Übersetzerpreis Offenburg: Michael Walter für seine Übersetzungen aus dem Englischen

F
- Fabjan-Hafner-Preis: Johann Strutz für die Übersetzung von Florjan Lipuš’ Werk Mirne duše ins Deutsche
- Fernando-Lara-Preis: Canción de sangre y oro von Jorge Molist
- FIL-Preis: Ida Vitale
- Finlandia-Preis: Taivaanpallo von Olli Jalonen
- Finnland-Preis der Schwedischen Akademie: Kjell Westö
- Floriana: Florian Gantner
- Franz-Hessel-Preis (für das Jahr 2018): Anne-Marie Garat für Le Grand Nord-Ouest und Susanne Röckel für Der Vogelgott
- Franz-Theodor-Csokor-Preis: Alois Brandstetter
- Friedebert-Tuglas-Novellenpreis: Goglomov von Armin Kõomägi und Auk von Lilli Luuk
- Frost Medal: Ron Padgett

G
- Georg-Dehio-Buchpreis:
  - Hauptpreis: Miljenko Jergović für sein episches Werk, zusammen mit der Übersetzerin Brigitte Döbert
  - Förderpreis: Alvydas Šlepikas und der Übersetzer Markus Roduner für den Roman Mein Name ist Marytė
- Georg-Trakl-Förderungspreis für Lyrik: Bettina Balàka
- Geschwister-Scholl-Preis: Europa gegen die Juden. 1880–1945 von Götz Aly
- Goldsmiths Prize: The Long Take von Robin Robertson
- Governor General’s Award for Fiction:
  - Englischsprachig: The Red Word von Sarah Henstra
  - Französischsprachig: De synthèse von Karoline Georges
- Gran Premio de Honor de la Sociedad Argentina de Escritores: María Rosa Lojo
- Grand Prix de l’Imaginaire (Auswahl):
  - Französischsprachiger Roman: Sabrina Calvo, Toxoplasma
  - Französischsprachige Erzählung: Alain Damasio, Serf-Made-Man ? ou la créativité discutable de Nolan Peskine
  - Fremdsprachiger Roman: James Morrow, L’Arche de Darwin
  - Fremdsprachige Erzählung: Nancy Kress, Danses aériennes
- Grand Prix de Poésie: Christian Prigent
- Grand Prix du Roman: L’Été des quatre rois von Camille Pascal
- Grand Prix du Théâtre: Hélène Cixous
- Grand Prix Gobert: Peuple souverain. De la révolution populaire à la radicalité populiste von Pascal Ory sowie für das Gesamtwerk des Autors
- Griffin Poetry Prize (Auswahl):
  - International Poetry Prize: Debths von Susan Howe
  - Lifetime Recognition: Ana Blandiana
- Grosser Literaturpreis von Stadt und Kanton Bern: Christoph Geiser für „ein herausragendes literarisches Gesamtwerk“
- Großer Österreichischer Staatspreis: Florjan Lipuš
- Großer Preis der Buchhändler (Japan): Kagami no kojō von Mizuki Tsujimura
- Großer Preis des Samfundet De Nio: Gunnar D. Hansson

H
- H. C. Artmann-Preis: Gundi Feyrer
- H. C. Artmann-Stipendium: Sandra Hubinger
- Halewijnpreis: Mathijs Deen
- Hans-Christian-Andersen-Literaturpreis: A. S. Byatt
- Hans Christian Andersen Preis (Auswahl): Eiko Kadono als Autorin
- Harder Literaturpreis: Stay Hungry von Yannic Han Biao Federer
- Hawthornden-Preis: Mr Lear von Jenny Uglow
- Helen-und-Kurt-Wolff-Übersetzerpreis: Isabel Fargo Cole für Old Rendering Plant
- Herralde-Romanpreis: Lectura fácil von Cristina Morales
- Hertzogprys (Drama): Pieter-Dirk Uys
- Hoffmann-von-Fallersleben-Preis: Dieter Grimm
- Horst-Bienek-Preis für Lyrik: Cees Nooteboom; Förderpreis: Raphael Urweider
- Hugo Awards (Auswahl):
  - Best Novel: The Stone Sky von N. K. Jemisin
  - Best Novella: The Murderbot Diaries: All Systems Red von Martha Wells
  - Best Short Story: Welcome to Your Authentic Indian Experience™ von Rebecca Roanhorse
  - Best Related Work: No Time to Spare: Thinking About W

- Menno Wigman pos-Bachmann-Preis: Frösche im Meer von Tanja Maljartschuk
  - Deutschlandfunk-Preis: SERPENTINEN von Bov Bjerg
  - Kelag-Preis: und ich brenne von Özlem Özgül Dündar
  - 3sat-Preis: Warten auf Ava von Anna Stern
  - BKS-Publikumspreis: Das Loch von Raphaela Edelbauer
- International DUBLIN Literary Award: Solar Bones von Mike McCormack
- International Prize for Arabic Fiction: The Second War of the Dog von Ibrahim Nasrallah
- Internationaler Hermann-Hesse-Preis: Joanna Bator und ihre Übersetzerin Esther Kinsky
- Internationaler Literaturpreis – Haus der Kulturen der Welt: Liebesroman von Ivana Sajko in der Übersetzung von Alida Bremer
- Irish Book Awards (Auswahl):
  - Buch des Jahres (Fiction): Normal People von Sally Rooney
  - Buch des Jahres (Non-Fiction): People Like Me von Lynn Ruane
  - Krimi: Skin Deep von Liz Nugent
  - Lebenswerk: Thomas Kinsella
- Isländischer Literaturpreis (Belletristik): Sextíu kíló af sólskini von Hallgrímur Helgason

J
- James Tait Black Memorial Prize:
  - Erzählende Literatur: Attrib. and other stories von Eley Williams
  - Biografie: Ma’am Darling: 99 Glimpses of Princess Margaret von Craig Brown
  - Drama: Lions and Tigers von Tanika Gupta
- James Tiptree, Jr. Award (für das Jahr 2017): Who Runs the World? von Virginia Bergin
- Jean-Améry-Preis: Karl-Markus Gauß
- Jenko-Preis: Dihaj von Tone Škrjanec
- Jnanpith Award: Amitav Ghosh
- Johann-Beer-Literaturpreis: Daniel Wisser für Königin der Berge
- John W. Campbell Award for Best New Writer in Science Fiction: Rebecca Roanhorse für Welcome to Your Authentic Indian Experience™

K
- Karl-Emil-Tollander-Preis: Kjell Westö
- Kazimierz-Wyka-Preis: Małgorzata Łukasiewicz
- Kerry Group Irish Fiction Award: Paul Lynch für Grace
- Kinder- und Jugendliteraturpreis des Nordischen Rates: Træið von Bárður Oskarsson
- Kresnik-Preis: In ljubezen tudi von Drago Jančar
- Kritikerprisen (Dänemark): Træmuseet von C. Y. Frostholm
- Kritikerprisen (Norwegen), Bestes Kinder- oder Jugendbuch: Kaia Dahle Nyhus für Verden sa ja

L
- Lambda Literary Awards (Auswahl):
  - Bisexual Nonfiction: Hunger von Roxane Gay
  - Gay Fiction: After the Blue Hour von John Rechy
  - Lesbian Memoir/Biography: The Fact of a Body von Alex Marzano-Lesnevich
  - Lesbian Poetry: Rock | Salt | Stone von Rosamond S. King
  - LGBTQ Graphic Novels: My Favorite Thing is Monsters von Emil Ferris
  - LGBTQ SF/Fantasy/Horror: Autonomous von Annalee Newitz
- Lannan Literary Awards (Auswahl):
  - Lannan Literary Fellowship for Poetry: Doireann Ní Ghríofa
  - Lannan Literary Fellowship for Fiction: Claire Vaye Watkins
  - Lannan Literary Award for Lifetime Achievement: John Edgar Wideman
- Leipziger Buchpreis zur Europäischen Verständigung: Åsne Seierstad für Einer von uns. Die Geschichte eines Massenmörders
- Leo-Perutz-Preis: NITRO von Fritz Lehner
- LiBeraturpreis: Nguyen Ngoc Tu für Endlose Felder
- Lionel Gelber Prize: Red Famine: Stalin’s War on Ukraine von Anne Applebaum
- Literaturpreis Alpha: Iris Wolff für So tun, als ob es regnet
- Literaturpreis der Stadt Wien: Christoph Ransmayr
- Literaturpreis des Nordischen Rates: Auður Ava Ólafsdóttir für Ör
- Literaturpreis des Samenrates: Áhčči min von Rauni Manninen
- Literaturpreis Gdynia für Prosa: Mikrotyki von Paweł Sołtys
- Locus Awards (Auswahl):
  - Fantasy Novel: The Stone Sky von N. K. Jemisin
  - Science Fiction Novel: The Collapsing Empire von John Scalzi
  - First Novel: The Strange Case of the Alchemist’s Daughter von Theodora Goss
  - Young Adult Book: Akata Warrior von Nnedi Okorafor
  - Novelette: The Hermit of Houston von Samuel R. Delany
  - Short Story/Short Fiction: The Martian Obelisk von Linda Nagata
  - Collection: The Hainish Novels and Stories von Ursula K. Le Guin (postum)
  - Anthology: The Book of Swords von Gardner Dozois (postum)
- Lucy B. en C.W. van der Hoogtprijs: Lize Spit für Het Smelt
- Lydia-Eymann-Stipendium 2018/19: Sebastian Guhr
- Lyrikpreis Meran: Kerstin Preiwuß

M
- Macavity Award – Bester Roman: Magpie Murders von Anthony Horowitz
- Maltese Falcon Award (Japan): The Promise von Robert Crais
- Man Booker International Prize: Flights (dt. Unrast) von Olga Tokarczuk (Autorin) und Jennifer Croft (Übersetzerin)
- Man Booker Prize for Fiction: Milkman von Anna Burns
  - Golden Man Booker Prize (Online-Votum): The English Patient von Michael Ondaatje
- Mao-Dun-Literaturpreis (Auswahl):
  - Li Er für [engl.:] Professor Ying Wu
  - Xu Zechen für [engl.:] Northward
- Matt-Cohen-Preis: David Bergen
- Max Frisch-Preis der Stadt Zürich: Maja Haderlap; Förderpreis: Dorothee Elmiger
- Miles Franklin Award: The Life to Come von Michelle de Kretser
- Mitteleuropäischer Literaturpreis Angelus: Robinson w Bolechowie von Maciej Płaza
- Mythopoeic Award (Auswahl):
  - Adult Literature: Ka: Dar Oakley in the Ruin of Ymr von John Crowley
  - Children’s Literature: Frogkisser! von Garth Nix

N
- NAACP Image Awards (Auswahl):
  - Outstanding Literary Work – Fiction: The Annotated African American Folktales, Hrsg.: Henry Louis Gates, Jr. und Maria Tatar
  - Outstanding Literary Work – Non-Fiction: Defining Moments in Black History: Reading Between the Lies von Dick Gregory (postum)
  - Outstanding Literary Work – Poetry: Incendiary Art: Poems von Patricia Smith
- Nadal-Literaturpreis: Alejandro Palomas für Un amor
- National Book Awards:
  - National Book Award for Fiction: Sigrid Nunez mit The Friend
  - National Book Award for Nonfiction: Jeffrey C. Stewart mit The New Negro: The Life of Alain Locke
  - National Book Award for Poetry: Justin Phillip Reed mit Indecency
  - National Book Award for Young People’s Literature: Elizabeth Acevedo mit The Poet X
  - National Book Award for Translated Literature: Yōko Tawada (Text) und Margaret Mitsutani (Übersetzung) mit The Emissary (dt. Titel: Sendbo-o-te)
  - Literarisches Lebenswerk: Isabel Allende
- National Book Critics Circle Awards:
  - Roman: Milkman von Anna Burns
  - Sachbuch: Directorate S: The C.I.A. and America’s Secret Wars in Afghanistan, 2001–2016 von Steve Coll
  - Lyrik: The Carrying von Ada Limón
  - Kritik: Feel Free von Zadie Smith
  - Biografie: Flash: The Making of Weegee the Famous von Christopher Bonanos
  - Autobiografie: Belonging: A German Reckons With History and Home (dt. Heimat. Ein deutsches Familienalbum) von Nora Krug
  - Lebenswerk: Arte Público Press
- Nebula Awards (Auswahl):
  - Best Novel: The Stone Sky von N. K. Jemisin
  - Best Novella: The Murderbot Diaries: All Systems Red von Martha Wells
  - Best Short Story: Welcome to Your Authentic Indian Experience™ von Rebecca Roanhorse
- Ned Kelly Lifetime Achievement Award: Garry Disher
- Neustadt International Prize for Literature: Edwidge Danticat
- New York Drama Critics’ Circle Award (Best Foreign Play): Hangmen von Martin McDonagh
- Nike: Rzeczy, których nie wyrzuciłem von Marcin Wicha (auch Publikumspreisträger)
- Nobelpreis für Literatur: Olga Tokarczuk (rückwirkend zuerkannt im Herbst 2019[121])
  - Einmaliger, alternativer Literaturnobelpreis der „Nya Akademien“: Maryse Condé[122]
- Nordischer Preis der Schwedischen Akademie: Agneta Pleijel

O
- ORF Hörspielpreise (Auswahl):
  - Hörspiel des Jahres: Märzengrund von Felix Mitterer, Regie: Martin Sailer
  - Hörspielpreis der Kritik: Spaziergänge eines einsamen Träumers von Mischa Zickler (auch Regie)
- Orwell Award: Katie Watson für The Scarlet A. The Ethics, Law, and Politics of Ordinary Abortion
- Orwell Prize, Kategorie „Buch“: Poverty Safari. Understanding the Anger of Britain’s Underclass von Darren McGarvey
- Österreichischer Buchpreis:
  - Hauptpreis: Königin der Berge von Daniel Wisser
  - Debütpreis: Alles was glänzt von Marie Gamillscheg
- Österreichischer Kinder- und Jugendbuchpreis (Auswahl):
  - Die Stadt war nie wach von Lilly Axster
  - Tintenblaue Kreise von Michael Roher
- Österreichischer Krimipreis: Ursula Poznanski
- Österreichischer Kunstpreis für Kinder- und Jugendliteratur: Heinz Janisch
- Österreichischer Kunstpreis für Literatur: Arno Geiger
- Österreichischer Staatspreis für Europäische Literatur: Zadie Smith
- Österreichischer Staatspreis für Kulturpublizistik: Martin Pollack
- Österreichischer Staatspreis für literarische Übersetzung (... ins Deutsche): Cornelius Hell
- Otto-Stoessl-Preis: Iris Wolff
- Outstanding Artist Award für Kinder- und Jugendliteratur: Lilly Axster
- Outstanding Artist Award für Literatur: Margret Kreidl

P
- P.C.-Hooft-Preis für Poesie: Nachoem Wijnberg
- Park-Kyung-ni-Literaturpreis: Richard Ford
- Paszport Polityki für Literatur: Małgorzata Rejmer
- PEN/Faulkner Award: Joan Silber für Improvement
- PEN Pinter Prize: Chimamanda Ngozi Adichie
- Peter-Rosegger-Literaturpreis: Fiston Mwanza Mujila für Tram 83
- Preis der Norwegischen Akademie: Jan Erik Vold
- Premio Alfaguara de Novela: Una novela criminal von Jorge Volpi
- Premio Bancarella: Tutto questo ti darò von Dolores Redondo
- Prémio Camões: Germano Almeida
- Premio Campiello: Le assaggiatrici von Rosella Postorino
- Premio Carlos Fuentes: Luis Goytisolo
- Premio Gregor von Rezzori (Bestes ausländisches Werk): Lincoln nel Bardo von George Saunders
- Prêmio Jabuti:
  - Kategorie „Beste Übersetzung“ (Auswahl): Geraldo Holanda Cavalcanti für die Übertragung von Ungaretti-Lyrik
- Prêmio Juca Pato: A Noite da Espera von Milton Hatoum
- Premio Malaparte: Richard Ford
- Premio Mondello (Premio Autore Straniero): Herta Müller
- Premio Nacional de Literatura de Chile: Diamela Eltit
- Premio Nacional de Literatura de Cuba: Mirta Yáñez
- Premio Planeta: Yo, Julia von Santiago Posteguillo
- Premio Strega: La ragazza con la Leica von Helena Janeczek
- Premio Viareggio (Kategorie Essay/Sachliteratur): Guido Melis für La macchina imperfetta. Immagine e realtà dello Stato fascista
- Prešeren-Preis: Boris A. Novak für sein Lebenswerk
- Prijs der Nederlandse Letteren: Judith Herzberg
- Prinzessin-von-Asturien-Preis für Kommunikation und Humanwissenschaften: Alma Guillermoprieto
- Prinzessin-von-Asturien-Preis für Literatur: Fred Vargas
- Prinzessin-von-Asturien-Preis für Sozialwissenschaften: Michael J. Sandel
- Pritzker Literature Award for Lifetime Achievement in Military Writing: Dennis Showalter
- Prix Bibliomedia: Isabelle Flükiger
- Prix Bob Morane (Auswahl):
  - Spezialpreis: Pierre Bordage, Laurent Genefort und Laurent Whale für Crimes, Aliens et Châtiments
- Prix Décembre: François, portrait d’un absent von Michaël Ferrier
- Prix des Deux Magots: Les Vacances von Julie Wolkenstein
- Prix des lycéens allemands: Le fils de l’Ursari von Xavier-Laurent Petit
- Prix du livre européen:
  - Kategorie Essay: Orbán. Europe’s New Strongman von Paul Lendvai
  - Kategorie Roman: Les Amnésiques / Die Gedächtnislosen – Erinnerungen einer Europäerin von Géraldine Schwarz
  - Sonderpreis der Jury: Retour à Lemberg von Philippe Sands
- Prix du Meilleur livre étranger:
  - Essay: Deuils von Eduardo Halfon
  - Roman: Les Frères Lehman von Stefano Massini
- Prix du polar européen: Rien de plus grand von Malin Persson Giolito
- Prix européen de l’essai Charles Veillon: Marcel Gauchet für sein Lebenswerk
- Prix européen Utopiales des pays de la Loire (Auswahl):
  - Prix Utopiales européen: L’âme des horloges von David Mitchell
  - Prix Extraordinaire des Utopiales: Élisabeth Vonarburg
- Prix Femina: Le Lambeau von Philippe Lançon
- Prix Femina Essai: Gaspard de la nuit von Élisabeth de Fontenay
- Prix Femina Étranger: La neuvième heure von Alice McDermott
- Prix Goncourt (Roman): Leurs enfants après eux von Nicolas Mathieu
- Prix Goncourt de la nouvelle: Microfictions 2018 von Régis Jauffret
- Prix Goncourt de la poésie: Anise Koltz
- Prix Goncourt des lycéens: Frère d’âme von David Diop
- Prix Goncourt du premier roman: Grand frère von Mahir Guven
- Prix Imaginales (Auswahl):
  - Bester französischer Roman: La Désolation von Pierre Bordage
  - Beste Novelle: Kalpa impérial von Angélica Gorodischer
- Prix Interallié: L’Hiver du mécontentement von Thomas B. Reverdy
- Prix lémanique de la traduction: Elisabeth Edl und Jean-Pierre Lefebvre
- Prix Mallarmé: Béatrice de Jurquet mit Si quelqu’un écoute
- Prix Marcel Aymé: Hével von Patrick Pécherot
- Prix Médicis: Idiotie von Pierre Guyotat
- Prix Médicis essai: Les frères Lehman von Stefano Massini
- Prix Médicis étranger: Le Mars Club von Rachel Kushner
- Prix Méditerranée: Zabor ou Les Psaumes von Kamel Daoud
- Prix Méditerranée Étranger: Une odyssée: Un père, un fils, une épopée von Daniel Mendelsohn
- Prix mondial Cino Del Duca: Philippe Jaccottet
- Prix Mystère de la critique:
  - National: Hôtel du Grand Cerf von Franz Bartelt
  - International: Killarney Blues von Colin O’Sullivan
- Prix Renaudot: Le Sillon von Valérie Manteau
  - Prix Renaudot du livre de poche: Dieu, Allah, moi et les autres von Salim Bachi
- Prix Rosny aîné (Bester Roman): Toxoplasma von Sabrina Calvo
- Prix Saint-Simon: La diplomatie n’est pas un dîner de gala. Mémoires d’un ambassadeur von Claude Martin
- Pulitzer-Preise (Auswahl):
  - Belletristik: Less von Andrew Sean Greer
  - Drama: Cost of Living von Martyna Majok
  - Dichtung: Half-Light: Collected Poems, 1965–2016 von Frank Bidart
  - Biographie / Autobiographie: Prairie Fires: The American Dreams of Laura Ingalls Wilder von Caroline Fraser
  - Geschichte: The Gulf: The Making of an American Sea von Jack E. Davis
  - Sachbuch: Locking Up Our Own: Crime and Punishment in Black America von James Forman, Jr.
  - Dienst an der Öffentlichkeit (Auswahl): The New Yorker mit Ronan Farrow

Q
- Queen’s Gold Medal for Poetry: Simon Armitage

R
- Radio-Bremen-Krimipreis: Tom Hillenbrand
- Rauriser Literaturpreis (Auswahl): Entdecker. Eine Poetik von Raphaela Edelbauer
- Reinhard-Priessnitz-Preis: Antonio Fian
- Riksmålsforbundets barne- og ungdomsbokpris: Linn Skåber für Til ungdommen
- Riksmålsforbundets litteraturpris: Simon Stranger für Leksikon om lys og mørke
- Ripper Award: Simon Beckett und Arne Dahl
- Robert A. Heinlein Award: Neal Stephenson
- Robert-Walser-Preis: Hier ist noch alles möglich von Gianna Molinari und Pas de géants von Gabriel Allaire
- Rooney Prize for Irish Literature: Caitriona Lally für Eggshells
- Rotahorn-Literaturpreis: Marie Gamillscheg und Miroslava Svolikova
- Rudolph-Dirks-Awards – Beste Künstler (Auswahl):
  - Asien – Szenario: Minetarō Mochizuki
  - Europa – Szenario: Gipi
  - Nordamerika – Szenario: Jeff Lemire
  - Süd- und Mittelamerika – Szenario: Héctor Germán Oesterheld (postum)
  - Deutschland – Szenario: Olivia Vieweg
- Runciman Award (Auswahl): House of Names von Colm Tóibín

S
- Samuel-Bogumil-Linde-Preis: Navid Kermani und Małgorzata Szejnert
- Samuel Eliot Morison Prize: Hew Strachan
- Schillerpreis der Zürcher Kantonalbank: Melinda Nadj Abonji für Schildkrötensoldat
- Schwedischer Krimipreis (Auswahl):
  - Bester ins Schwedische übersetzter Kriminalroman: Darktown von Thomas Mullen
- Schweizer Buchpreis: Die sanfte Gleichgültigkeit der Welt von Peter Stamm
- Schweizer Literaturpreise:
  - Maiser von Fabiano Alborghetti
  - sablun von Dumenic Andry
  - Glanz und Schatten von Michael Fehr
  - Un domaine des corpuscules von Baptiste Gaillard
  - Mahlstrom von Yael Inokai
  - Schule der Indienfahrer von Friederike Kretzen
  - Faire le garçon von Jérôme Meizoz
  - „Schweizer Grand Prix Literatur“: Anna Felder; Spezialpreis Übersetzung: Yla Margrit von Dach
- Scotiabank-Giller-Preis: Esi Edugyan für Washington Black
- Selma-Lagerlöf-Preis: Carola Hansson
- Shamus Award (Bester Roman): The Room of White Fire von T. Jefferson Parker
- Sheikh Zayed Book Award (Auswahl):
  - Arab Culture in Other Languages: Dag Nikolaus Hasse für Success and Suppression: Arabic Sciences and Philosophy in the Renaissance
  - Translation: Néji Elounelli (Tunesien) für die Übersetzung der Ästhetischen Theorie von Theodor W. Adorno ins Arabische
- Siegfried Lenz Preis: Richard Ford
- Skandinavischer Krimipreis: Husdjuret von Camilla Grebe
- Solothurner Literaturpreis: Peter Stamm
- Somerset Maugham Award (Auswahl): Fiona Mozley für Elmet
- Spycher: Literaturpreis Leuk: Thomas Lehr
- Stig-Dagerman-Preis: Amos Oz
- Studer/Ganz-Preis (deutschsprachig): Böse Delphine (Manuskript) von Julia Kohli
- Sue Kaufman Prize for First Fiction: History of Wolves von Emily Fridlund
- Sultprisen: Maria Parr

T
- Tchicaya-U-Tam’si-Preis: Amadou Lamine Sall
- Theo Thijssenprijs: Bibi Dumon Tak
- Theodor-Kramer-Preis: Lore Segal
- Theodore Sturgeon Memorial Award: Don’t Press Charges and I Won’t Sue von Charlie Jane Anders
- Thurber Prize for American Humor: Patricia Lockwood für Priestdaddy
- Tidningen Vi:s litteraturpris: Andrea Lundgren für Nordisk Fauna
- Tomas Tranströmerpriset: Eva Runefelt
- Toronto Book Award: David Chariandy für Brother
- Torschreiber am Pariser Platz: Rasha Habbal
- Tucholsky-Preis (Schweden): Nasrin Sotudeh

U
- Usedomer Literaturpreis: Ilija Trojanow

V
- Veronika-Preis: Dihaj von Tone Škrjanec
- Veza-Canetti-Preis der Stadt Wien: Petra Ganglbauer

W
- W.Y. Boyd Literary Award for Excellence in Military Fiction: Jeff Shaara für The Frozen Hours: A Novel of the Korean War
- Walter Scott Prize: The Gallows Pole von Benjamin Myers
- Wartholz-Literaturpreis (Auswahl):
  - Hauptpreis: Melanie Khoshmashrab
  - Niederösterreich Literaturpreis: Thomas Kunst
- Waterstones Children’s Book Prize: The Hate U Give von Angie Thomas (2018 unter demselben Titel verfilmt)
- WELT-Literaturpreis: Virginie Despentes für ihr Gesamtwerk
- Wielki-Kaliber-Ehrenauszeichnung: Arnaldur Indriðason
- Windham–Campbell Literature Prizes (Auswahl):
  - Drama: Suzan-Lori Parks
  - Poetry: Lorna Goodison und Cathy Park Hong
  - Nonfiction: Sarah Bakewell und Olivia Laing
- Wisława-Szymborska-Preis: Psalmy von Julia Fiedorczuk
- Wissenschaftsbuch des Jahres (Österreich; Auswahl):
  - Geistes-/Sozial-/ Kulturwissenschaft: Herrschaft der Dinge. Die Geschichte des Konsums vom 15. Jahrhundert bis heute von Frank Trentmann
  - Naturwissenschaft/Technik: Der Zufall, das Universum und du. Die Wissenschaft vom Glück von Florian Aigner
- Witold-Gombrowicz-Literaturpreis: Rzeczy, których nie wyrzuciłem von Marcin Wicha
- Women’s Prize for Fiction: Kamila Shamsie für Home Fire[123]
- World Fantasy Award (Auswahl):
  - Roman: The Changeling von Victor LaValle und Jade City von Fonda Lee
  - Kurzroman: Passing Strange von Ellen Klages
  - Lebenswerk: Charles de Lint und Elizabeth Wollheim
- Würth-Preis für Europäische Literatur: Christoph Ransmayr

Z
- Zürcher Kinderbuchpreis: Ein Sommer in Sommerby von Kirsten Boie

## Verwandte Preise und Ehrungen
- A.H.-Heineken-Preis für Geschichte: John Robert McNeill
- Albertus-Magnus-Professur: Douglas R. Hofstadter
- Ausonius-Preis: Christof Rapp
- Balzan-Preis (Auswahl): Jürgen Osterhammel; Marilyn Strathern
- Bayerischer Kunstförderpreis (Literatur; Auswahl): Helwig Arenz für sein bisheriges Werk; Anne Freytag für Nicht weg und nicht da
- Bayerischer Maximiliansorden für Wissenschaft und Kunst (Auswahl): Norbert Miller; Barbara Stollberg-Rilinger
- Bibliothek des Jahres: Stadtbücherei Frankfurt am Main
- Biermann-Ratjen-Medaille: Gilla Cremer; Ursel Scheffler
- Brüder-Grimm-Poetikprofessur: Klaus Hoffer
- Calwer Hermann-Hesse-Stipendium: Antje Rávik Strubel; Susanne Lange
- Carl-von-Ossietzky-Preis für Zeitgeschichte und Politik: Deborah Lipstadt
- Cogito-Preis: Eduard Kaeser
- Creu de Sant Jordi (Auswahl): Jordi Sierra i Fabra
- Dame Commander of the Order of the British Empire: Edna O’Brien
- Dan-David-Preis (Auswahl): Mary Warnock
- Deutscher Kabarettpreis:
  - Hauptpreis: Jochen Malmsheimer
  - Förderpreis: Nektarios Vlachopoulos
  - Sonderpreis: Annamateur
- Deutscher Musical Theater Preis – Bestes Buch: Peter Lund für Welcome to Hell
- Deutscher Nationalpreis: Rüdiger Safranski
- Deutscher Reporterpreis, Kategorie „Beste Kulturkritik“: Droht uns die Sprachzensur? Nein! von Marie Schmidt
- Ehrenpreis des österreichischen Buchhandels für Toleranz in Denken und Handeln: Ilija Trojanow
- Ehrenpreis der schwedischen Verlegervereinigung: Ilon Wikland
- Elbschwanenorden: Michael Kunze
- Erasmuspreis: Barbara Ehrenreich
- Erich-Fromm-Preis: Hartmut Rosa
- Ernst-Bloch-Preis: Achille Mbembe (Hauptpreis); Maximilian Probst (Förderpreis)
- Eugen-Kogon-Preis: Alfred Grosser
- First Fandom Hall of Fame Award (Auswahl): Robert Silverberg
- Förderpreis des Landes Nordrhein-Westfalen (Sparte Literatur): Josefine Rieks und Karosh Taha
- Frankfurter Poetik-Vorlesungen: Christian Kracht
- Frank-Schirrmacher-Preis: Daniel Kehlmann
- Friedenspreis des Deutschen Buchhandels: Aleida Assmann und Jan Assmann
- Friedenspreis der Geschwister Korn und Gerstenmann-Stiftung: Lizzie Doron und Mirjam Pressler
- Friedrich-Gundolf-Preis: Miguel Sáenz
- Gellert-Preis: Peter Gosse für sein Lebenswerk
- Gerda Henkel Preis: Achille Mbembe
- Goldene Auguste: Zoë Beck
- Goldene Letter: Heimat, Handwerk und die Utopie des Alltäglichen von Uta Hassler (Hg.)
- Grimme Online Award (Auswahl): Sommers Weltliteratur to go von Michael Sommer
- Großer Deutsch-Französischer Medienpreis: Jürgen Habermas
- Großer Verdienstorden des Landes Südtirol: Francesca Melandri
- Großes Ehrenzeichen des Landes Kärnten: Horst Dieter Sihler
- Großes Silbernes Ehrenzeichen für Verdienste um die Republik Österreich: Alois Brandstetter
- Guizot-Preis:
  - L’Empire libéral von Éric Anceau
  - Les Chiffonniers de Paris von Antoine Compagnon
- Günther Anders-Preis für kritisches Denken: Dietmar Dath
- Gutenberg-Preis der Stadt Mainz: Alberto Manguel
- Hannah-Arendt-Preis: Ann Pettifor
- Hans-Momsen-Preis: Arno Bammé und Ulf Bästlein
- Hegel-Preis: Michael Stolleis
- Heinrich-Heine-Preis der Stadt Düsseldorf: Leoluca Orlando
- Heinrich-Schmidt-Barrien-Preis: Hartmut Cyriacks und Peter Nissen
- Herder-Medaille (IHS): Marion Heinz und Karl Menges (postum)
- Hessischer Kulturpreis (Auswahl): Andreas Platthaus
- Hessischer Verlagspreis: Rotopolpress (Hauptpreis); Büchner-Verlag (Gründerpreis)
- Von der Heydt-Kulturpreis der Stadt Wuppertal: Eugen Egner
- Hildegard-von-Bingen-Preis für Publizistik: Anja Reschke
- Internationaler Ibsen-Preis: Christoph Marthaler
- Israel-Preis für Literatur: David Grossman
- Joachim-Ringelnatz-Preis (Kategorie „Kunst“): Nikolaus Heidelbach
- Johannes-Gillhoff-Preis: Wolfgang Mahnke
- Justus-Möser-Medaille: Hélène Cixous
- Karlsmedaille für europäische Medien: Ian Kershaw
- Kärntner Landesorden in Gold: Peter Handke
- Kluge-Preis: Drew Gilpin Faust
- Kronprinsparrets Kulturpris: Kim Leine
- Kultureller Ehrenpreis der Landeshauptstadt München: Antje Kunstmann
- Kulturförderpreis der Stadt Regensburg (Auswahl): Gerda Stauner
- Kulturorden (Japan): Masakazu Yamazaki
- Kulturpreis der Stadt Erlangen: Helmut Haberkamm
- Kunstpreis der Stadt Innsbruck (Sparte Literatur): Norbert Gstrein
- Kunstpreis des Saarlandes (Sparte Literatur): Christopher Ecker
- Kurt-Wolff-Preis: Elfenbein Verlag; Förderpreis: Edition Rugerup
- Kythera-Preis: Thomas Ostermeier
- Lauener Preis: Bas van Fraassen
- Laurence Olivier Award for Best New Play: The Ferryman von Jez Butterworth
- Leibniz-Preis (Auswahl): Jens Beckert
- Leopold-Lucas-Preis: Guy Stroumsa und Sarah Stroumsa
- Lessing-Preis für Kritik: Elizabeth T. Spira; Förderpreis: Stefanie Panzenböck
- Ludwig-Mülheims-Theaterpreis: Ferdinand Schmalz
- Luise-Büchner-Preis für Publizistik: Julia Korbik
- MacArthur Fellowship (Auswahl): Kelly Link
- Maecenas-Ehrung: Monika Schoeller
- Max-und-Moritz-Preis (Auswahl):
  - Bester deutschsprachiger Comic-Strip: Das Leben ist kein Ponyhof von Sarah Burrini
  - Bester deutschsprachiger Comic-Künstler: Reinhard Kleist
  - Spezialpreis der Jury: Paul Derouet
  - Sonderpreis für ein herausragendes Lebenswerk: Jean-Claude Mézières
- Molson Prize: Diane Schoemperlen und Lynne Viola
- Moses Mendelssohn Medaille: Amos Kollek, zusammen mit seiner Schwester Osnat Kollek
- Nestroy-Theaterpreis für das Beste Stück – Autorenpreis: jedermann (stirbt) von Ferdinand Schmalz
- Nestroy-Theaterpreis für das Lebenswerk: Peter Handke
- Niederösterreichischer Kulturpreis, Kategorie Literatur:
  - Würdigungspreis: Ilse Helbich
  - Anerkennungspreise: Milena Michiko Flašar und Magda Woitzuck
- Obermayer German Jewish History Award (Auswahl): Margot Friedländer; Simon Strauß
- Orden von Oranien-Nassau (Offizier): Maarten Asscher
- Oswald-Spengler-Preis: Michel Houellebecq
- Philosophischer Buchpreis: Ich und die Anderen. Wie die neue Pluralisierung uns alle verändert von Isolde Charim
- Preis der Literaturhäuser: Jaroslav Rudiš
- Preis der Stadt Wien für Publizistik: Murray G. Hall
- Preis der Stadt Wien für Volksbildung: Robert Sommer
- Preis für Verständigung und Toleranz (Auswahl): David Grossman
- Prix Voltaire: Gui Minhai
- Reuchlin-Preis: Barbara Stollberg-Rilinger
- Sächsischer Verlagspreis: Spector Books
- Salomon-Heine-Plakette: Franklin Kopitzsch
- Samuel-Fischer-Gastprofessur für Literatur an der FU Berlin: Édouard Louis
- Schillerpreis der Stadt Mannheim: Uwe Timm
- Schönste Bücher aus aller Welt – Goldene Letter: Heimat, Handwerk und die Utopie des Alltäglichen von Uta Hassler
- Die schönsten deutschen Bücher: Die Preisträger 2018
  - Das schönste deutsche Buch 2018: Schwimmt Brot in Milch ? von Katrin Stangl[124]
- Schwabinger Kunstpreis (Auswahl): Uli Oesterle
- Sebald Lecture: Arundhati Roy
- Siegfried-Landshut-Preis: Michael Mann
- Sigmund-Freud-Preis für wissenschaftliche Prosa: Wolfgang Kemp
- Taras-Schewtschenko-Preis (Auswahl): Emma Andijewska; Serhii Plokhy
- Theater des Jahres: Theater Basel (Intendant: Andreas Beck)
  - „Stück des Jahres“: Am Königsweg von Elfriede Jelinek (auch „Inszenierung des Jahres“; Regie: Falk Richter)
- Theaterpreis Berlin: Karin Henkel
- Theodor-Heuss-Preis: Yvonne Hofstetter
- Theologischer Preis der Salzburger Hochschulwochen: Hans Joas
- Tony Award (Bestes Theaterstück): Harry Potter and the Cursed Child von Jack Thorne
- Tractatus-Preis: Die Vereindeutigung der Welt. Über den Verlust an Mehrdeutigkeit und Vielfalt von Thomas Bauer
- Tübinger Poetik-Dozentur: Uwe Timm, Frank Witzel
- Übersetzerbarke: Katharina Raabe
- Übersetzerpreis Ginkgo-Biloba für Lyrik: Andrea Schellinger für die Übersetzung der Logbücher von Giorgos Seferis
- Verlagspreis Literatur des Landes Baden-Württemberg: Verlag Das Wunderhorn
- Verlegerin des Jahres: Susanne Schüssler (Verlag Klaus Wagenbach)
- Wilhelm-Hartel-Preis: Karl Brunner
- Wolf-Erich-Kellner-Preis: Triumph der Mitte. Die Mäßigung der »Old Whigs« und der Aufstieg des britischen Liberalkonservatismus, 1750–1850 von Matthias Oppermann
- Wolfson History Prize: Heretics and Believers: A History of the English Reformation von Peter Marshall